# Sèrie 700 i 1000 de FGC
La sèrie 700/1000 de Ferrocarrils de la Generalitat de Catalunya va estar formada per deu locomotores dièsel de via mètrica, posades en servei als anys cinquanta i seixanta del segle xx per la Explotación de Ferrocarriles del Estado i per l'empresa privada Compañía General de los Ferrocarriles Catalanes. Posteriorment, juntament amb les línies per les que circulaven, van passar a ser propietat primer de FEVE, i després de Ferrocarrils de la Generalitat de Catalunya.
Eren unes locomotores de línia i durant molts anys van remolcar tant trens de viatgers com de mercaderies. A partir dels anys setanta es van destinar només al remolc de mercaderies, i a partir dels noranta van començar a ser arraconades al servei de maniobres. Diverses locomotores es van vendre a empreses constructores i d'altres es van donar de baixa, la darrera el desembre de 2021. Una d'elles (la 1003) es conserva com a material històric, en estat de marxa.

## Història

### Antecedents i contractació

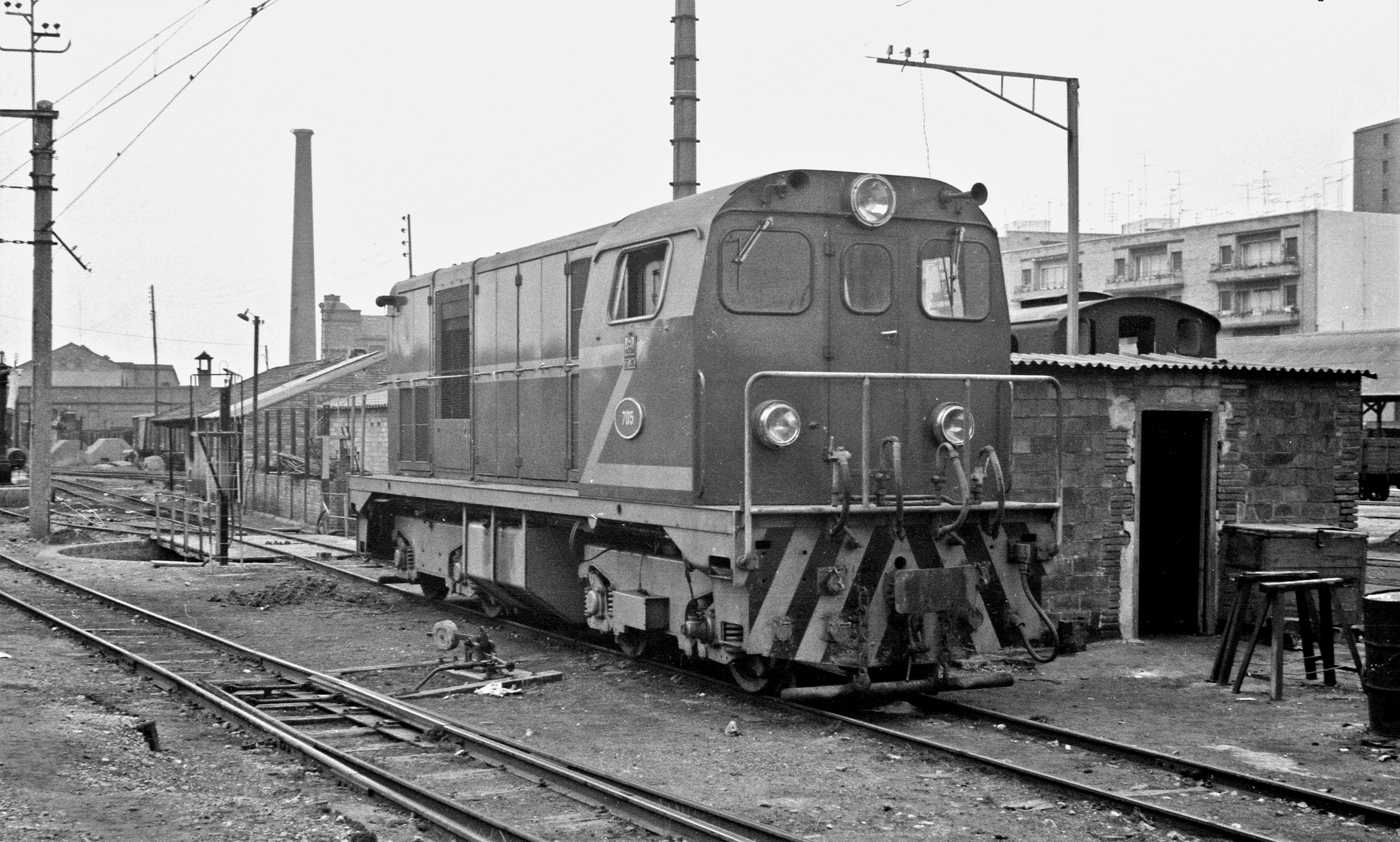
La 705 a l'estació de La Magòria, a Barcelona, l'any 1966.

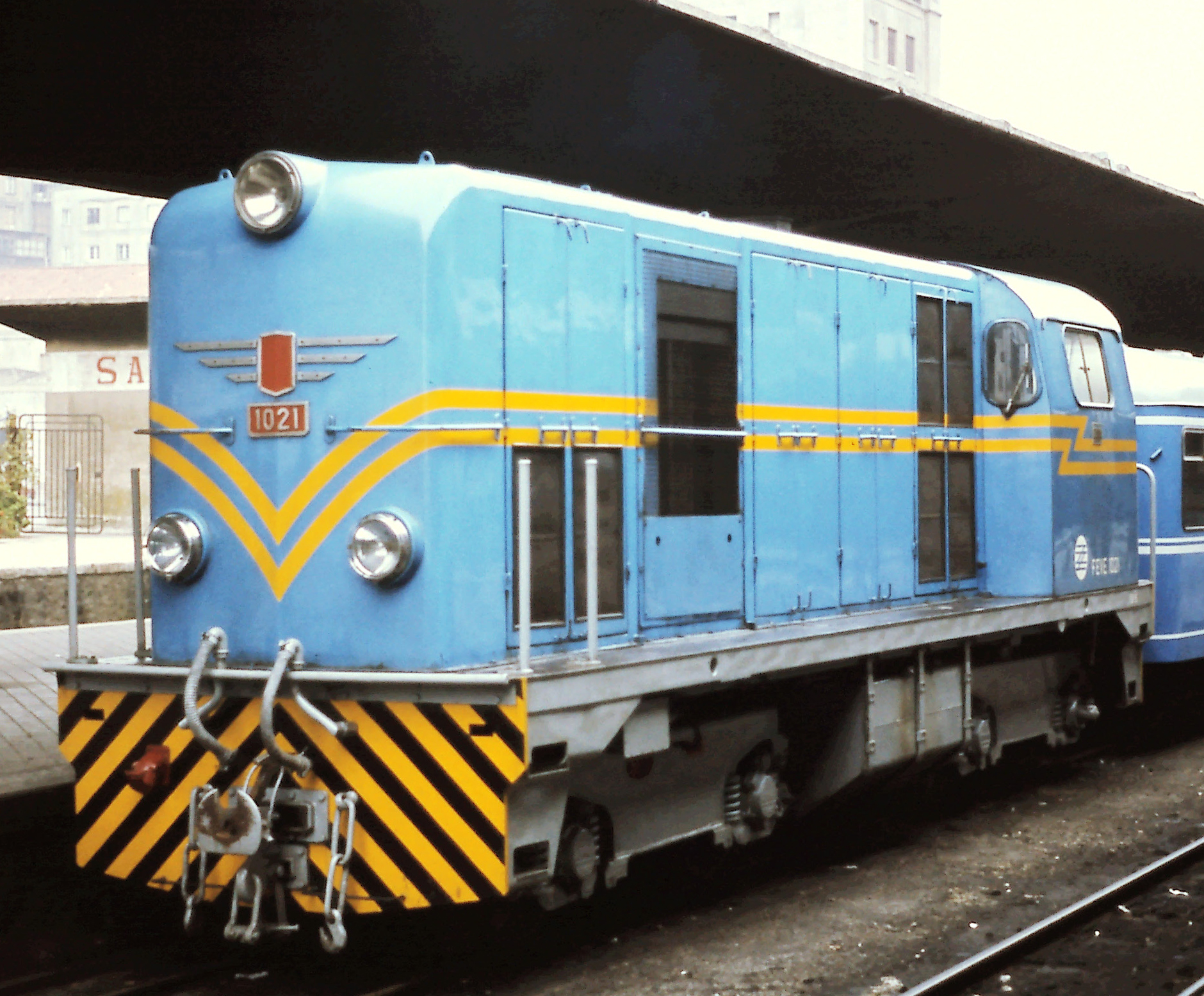
Locomotora 1021 de FEVE, amb l'escut del seu primer propietari, el Ferrocarril del Cantábrico, on va tenir el número 101.

El procés de reconstrucció del ferrocarril espanyol després de la Guerra Civil va ser molt lent, començant per les instal·lacions i material rodant existent per tal de poder tornar a oferir un servei acceptable. Al principi de la postguerra, es va decidir nacionalitzar els ferrocarrils de vía ampla, que fins llavors estaven en mans de companyies privades, creant la Red Nacional de los Ferrocarriles Españoles (RENFE) l'any 1941. Juntament amb aquesta xarxa, existien una multitud de línies de vía estreta que eren explotades bé per diverses empreses privades (la majoria), o directament pel mateix Estat espanyol a través de l'organisme Explotación de Ferrocarriles por el Estado (EFE), creat l'any 1926 per rescatar les línies ferroviàries que havien declarat fallida.
Després de la primera fase de reconstrucció, als anys cinquanta del segle XX es va entrar en una segona fase, amb l'adquisició de nous vehicles. El 17 de juliol de 1953, el dictador Franco va signar una llei sobre un "Plan de mejora y ayuda del Estado a los ferrocarriles de vía estrecha." Aquest pla oferia diverses ajudes econòmiques als ferrocarrils de via estreta, destinades tant a les línies explotades per EFE, com a les que eren propietat d'empreses privades. Pel que fa al material rodant, el pla preveia l'adquisició, per part de l'Estat, de diverses sèries de vehicles de models unificats, amb l'objectiu de reduir el preu d'adquisició, i repartir-los entre les diverses empreses que demanaren aquestes ajudes, a les quals se'ls facilitaria els pagaments. Com a conseqüència d'aquest pla, es van adquirir les locomotores dièsel de les sèries 1000 (Alsthom), 1100 (Creusot) i 1200 (Batignolles); els automotors dièsel i remolcs de les sèries 2000/5000 (Ferrostaal) i 2100/5100 (Billard); i els automotors elèctrics i remolcs de la sèrie 3000/6000 (Naval). Aquestes sèries van ser assignades per l'Estat i, en alguns casos, les empreses privades els van canviar els números.
Després de realitzar els corresponents concursos públics d'adquisició, el Ministeri d'Obres Públiques (MOP) va adjudicar a Alsthom la fabricació de vint locomotores dièsel-elèctriques de la sèrie 1000 el 26 d'agost de 1954. El contracte es va signar el 18 de desembre del mateix any. Les sis primeres (números MOP 1001 a 1004, 1021 i 1022) van ser fabricadas per Alsthom a Tarbes, mentre que la de la resta va ser subcontractada a les empreses espanyoles Astilleros Euskalduna (MOP 1005, 1006 i 1023 a 1027) i Babcock & Wilcox  (MOP 1007, 1008 i 1028 a 1032), amb equipaments elèctrics de General Eléctrica i motors i d'altres components importats de França. Les locomotores, que van entrar en servei entre els anys 1955 i 1958, es van numerar en dos subsèries per diferenciar-les en funció dels seus sistemes de fre: d'aire comprimit a les 1001-1008 i de buit a les 1021-1032. Les vint locomotores es van distribuir entre diferents ferrocarrils de via mètrica del país.
Malgrat les ajudes del "plan de mejora y ayuda del Estado a los ferrocarriles de vía estrecha" citades abans, a principis dels anys seixanta del segle XX la situació de molts ferrocarrils de vía estreta era insostenible, amb unes instal·lacions i material absolutament degradats per manca de manteniment, i una incapacitat de les empreses explotadores per fer front a les creixents despeses econòmiques. El juliol de 1962, el Govern espanyol va constituir una comissió interministerial per tal d'estudiar com millorar les condicions laborals dels ferroviaris d'aquestes empreses sense posar en perill la seva viabilitat financera. Posteriorment, encarregà a la mateixa comissió l'elaboració d'un estudi per reconvertir completament aquests ferrocarrils: determinació de quins ferrocarrils podien sobreviure i quins no, canvi del marc jurídic, canvi del model de finançament de les línies que poguessin sobreviure, i estudi dels plans de modernització presentats per algunes empreses. Una de les conseqüències d'aquest estudi va ser la transformació de l'organisme Explotación de Ferrocarriles por el Estado (EFE), en l'entitat de dret públic, amb personalitat i patrimoni propis, denominada Ferrocarriles de Vía Estrecha (FEVE), creada pel Decret-Llei 11/1965, de 23 de setembre.
Ja cap al final d'aquest procés de transformació dels ferrocarrils de vía estreta, es decidí fer una nova adquisició centralitzada d'automotors i locomotores dièsel pels ferrocarrils als quals se'ls havia aprovat els plans de modernització, així com per la mateixa FEVE. Aquest cop, però, no seria l'Estat qui adquirís el material i després el repartís i cobrés a les diferents empreses, sinó que actuaria només com a coordinador de les diferents empreses, les quals es varen posar d'acord en adquirir els mateixos models de vehicles per fer una gran comanda i reduir les despeses d'adquisició per unitat. També de manera diferent, cada empresa ferroviària faria front al pagament dels vehicles adquirits, encara que comptaven amb els ajuts econòmics de l'Estat, prevists en els plans de modernització. El model de locomotora triat va ser, de nou, el d'Alsthom. Es van adquirir 22 locomotores, fabricades totes per Alsthom a Tarbes, que es van posar en servei entre els anys 1964 i 1967. A diferència de les altres, tenien una mica més de potència, i no van ser numerades seguint el sistema del MOP, sino que cada companyia els va assignar el seu número, tot i que les de les empreses que després es van integrar a FEVE van acabar formant la sèrie 1050-1063.

### El modelUnion Françaised'Alsthom

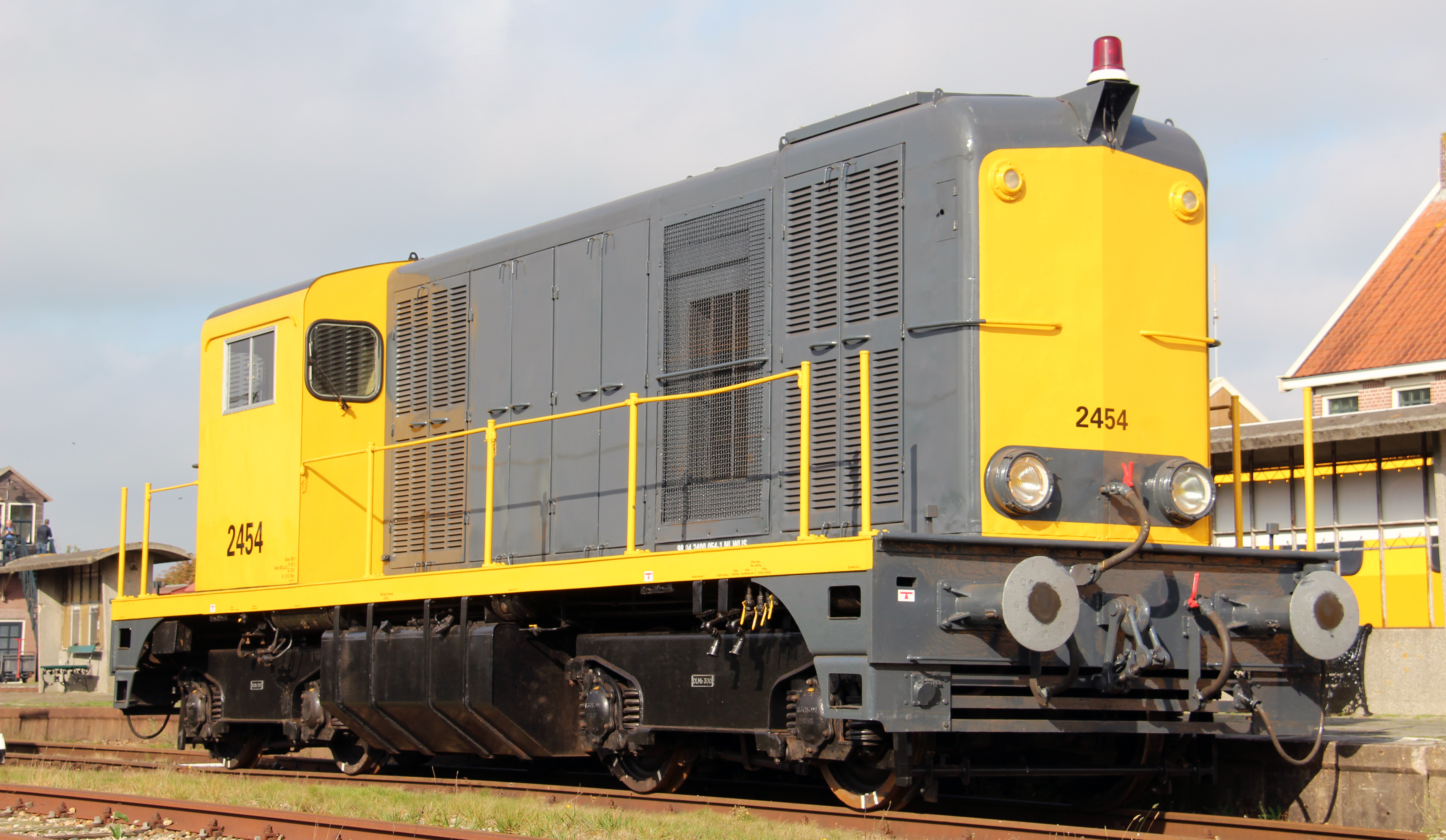
Locomotora 2454 dels Nederlandse Spoorwegen, del tipus BB500.

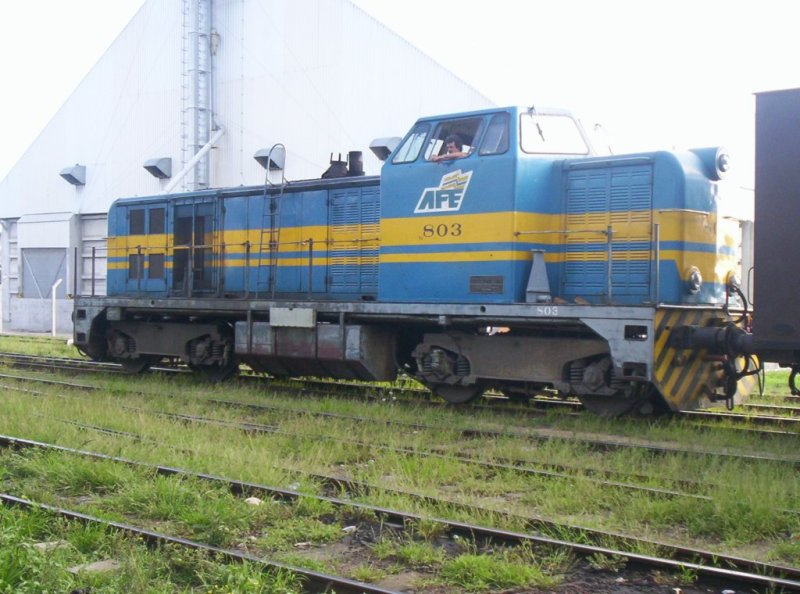
Locomotora 803 de la Administración de Ferrocarriles del Uruguay, del tipus BB1100.

Els ferrocarrils de les colònies franceses a l'Àfrica eren explotats per l'organisme públic metropolità Office central des chemins de fer de la France d'Outremer (OFERFOM, Oficina central dels ferrocarrils de la França d'Ultramar), creat l'any 1947. Aquest organisme no només operava els ferrocarrils, sinó que també centralitzava les adquisicions de material rodant i unificava aspectes tècnics. Després de l'accelerat procés de descolonització d'Àfrica, el 1960 aquest organisme va ser substituït per l'Office central des chemins de fer d'Outremer (OFEROM, Oficina central dels ferrocarrils d'Ultramar), l'objectiu de la qual era oferir ajuda tècnica als ferrocarrils dels països independitzats.
Ja des dels anys trenta del segle xx, França va començar a adquirir locomotores dièsel pels ferrocarrils colonials, amb la intenció de reduir les despeses d'explotació de les locomotores de vapor. Entre el 1939 i el 1951 es van posar en servei 106 locomotores construïdes per Alsthom, amb motors dièsel de la suïssa Sulzer i transmissió elèctrica, de dos tipus diferents.
L'any 1952, l'OFERFOM va dissenyar un pla per substituir definitivament les locomotores de vapor, que representava l'adquisició de desenes de locomotores i automotors dièsel. En aquell moment, el mercat oferia un motor dièsel de nou desenvolupament, més ràpid que els anteriors i que oferia més potència amb un menor pes. Es tractava del motor MGO (MAREP-Grosshans-et-Ollier), desenvolupat pels enginyers francesos M. Grosshans et M. Ollier sota els auspicis de la Société de matériel et de recherche pétrolière (MAREP, Societat de material i de recerca petrolera), del qual es van construir els primers exemplars l'any 1951. Va ser per això que l'OFERFOM va decidir adquirir un nou model de locomotora fabricat per Alsthom, amb el disseny característic d'una sola cabina i una gran capota, que estava equipada amb el nou motor dièsel MGO, dos bogis de dos eixos i amb transmissió elèctrica de la pròpia Alsthom. Aquest model es va denominar, indistintament, BB500, model 44/54 T, o tipus Union Française (Unió Francesa, en al·lusió a l'entitat política instaurada amb la Quarta República).
Quan el Ministeri d'Obres Públiques va convocar els concursos per l'adquisició de locomotores dièsel a l'empara del "Plan de mejora y ayuda del Estado a los ferrocarriles de vía estrecha", finalment va decidir adquirir 40 locomotores de dos models diferents, ambdues d'origen francès: vint fabricades per Creusot (deu de la sèrie 1100 amb transmissió hidràulica d'origen alemany i deu de la sèrie 1150 amb transmissió elèctrica); i altres vint fabricades per Alsthom, del model Union Française. El temps va demostrar la manca de fiabilitat de les primeres, i la gran robustesa de les segones, motiu pel qual a la segona tanda de compres dels anys seixanta es va triar, molt encertadament, per adquirir altres 22 locomotores Union Française.
Del model Union Française, finalment es van construir un total de 291 locomotores entre els anys 1953 i 1969:
- 113 de via estreta pels ferrocarrils africans;
- Sis, també de via estreta, pel Vietnam;
- 130 de via d'ample normal pels Nederlandse Spoorwegen dels Països Baixos;
- i les 42 de via mètrica pels ferrocarrils secundaris espanyols.

Del tipus Union Française se'n van construir altres dos models, a banda del BB500 destinat a línies amb vies de feble armament. Entre els anys 1956 i 1971 es fabricaren 109 exemplars del tipus BB1100, més pesades i més potents que les anteriors. Tot i que també es van destinar a molts ferrocarrils africans, en aquest cas van arribar a ferrocarrils d'ubicacions més llunyanes, com ara Cambodja, Colòmbia (aquestes amb dos bogis de tres eixos) o l'Uruguai. A Espanya van circular sis locomotores, adquirides pel privat Ferrocarril de Tharsis entre els anys 1966 i 1971. I entre els anys 1958 i 1970 es van construir 79 locomotores de tres bogis de dos eixos, per poder augmentar la potència sense augmentar el pes per eix. Es van vendre a Birmània, Algèria i Filipines.
Per tant, entre les tres versions, del model Union Française Alsthom va arribar a vendre un total de 479 locomotores al llarg de divuit anys, que van circular per quatre continents.

### Les locomotores al MO i la CGFC

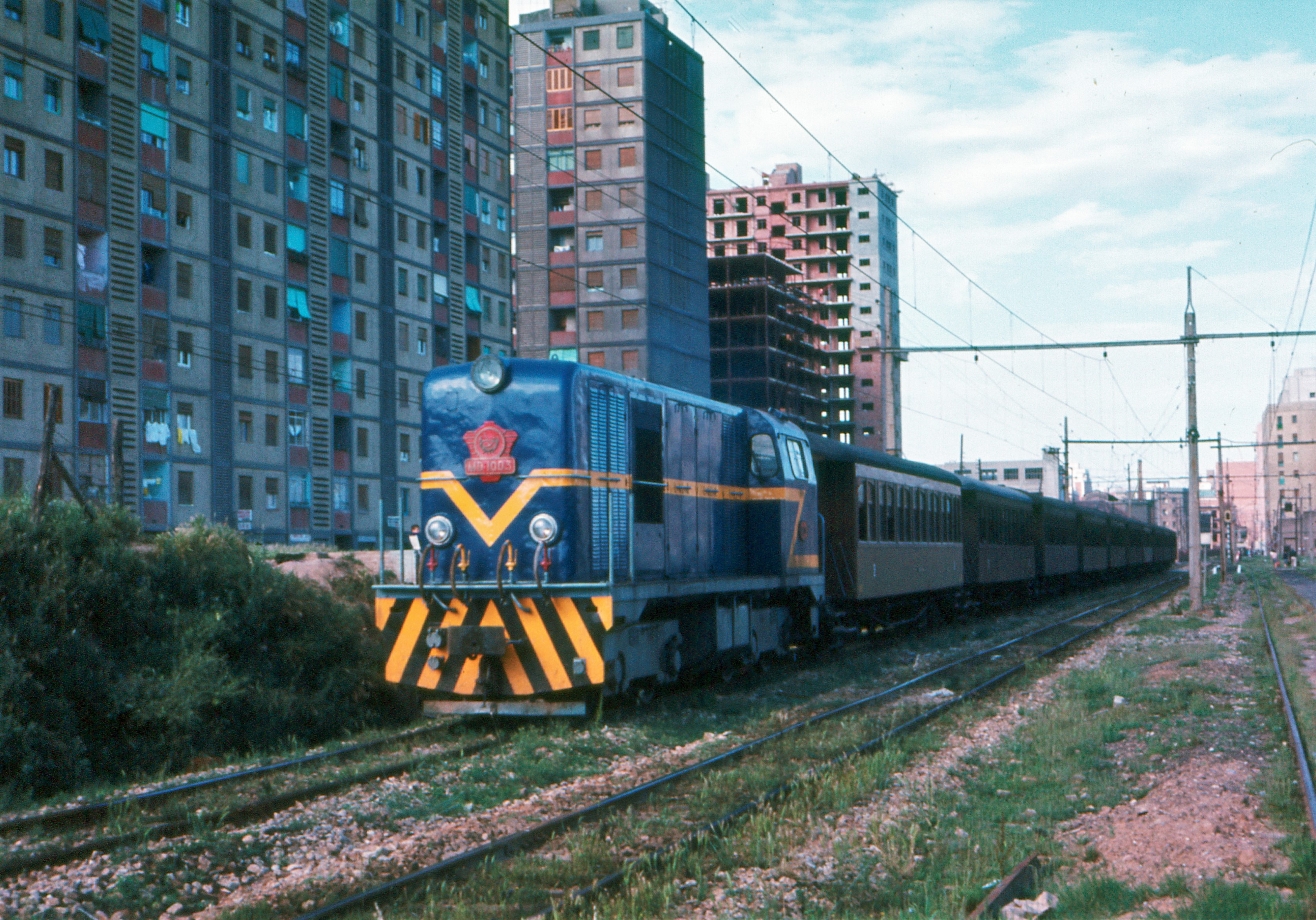
La MO 1003 remolca un tren de viatgers amb deu cotxes de fusta, al seu pas per l'estació de La Bordeta, l'any 1969.

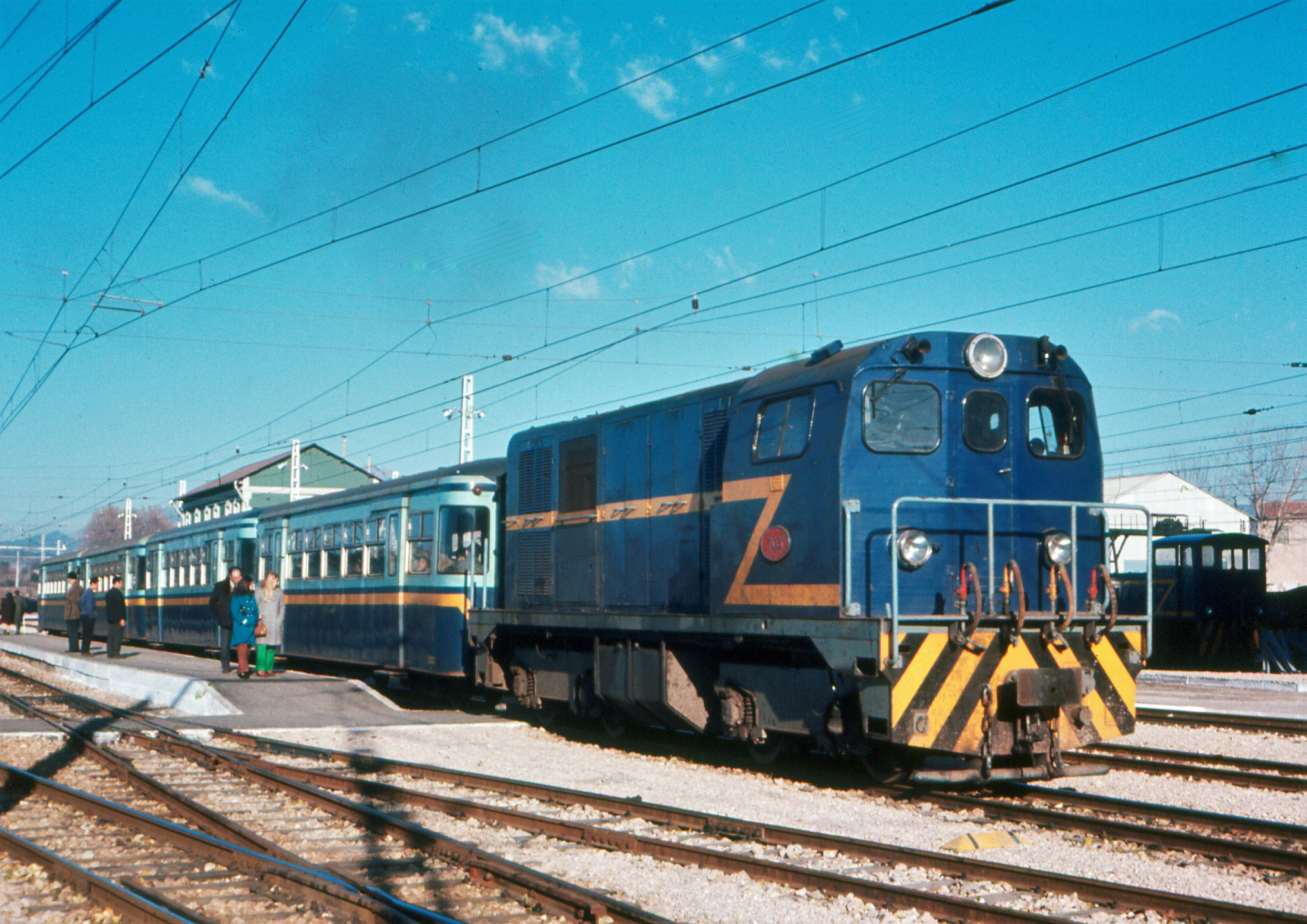
El mateix any, la 703 de la CGFC remolcant quatre cotxes metàl·lics.

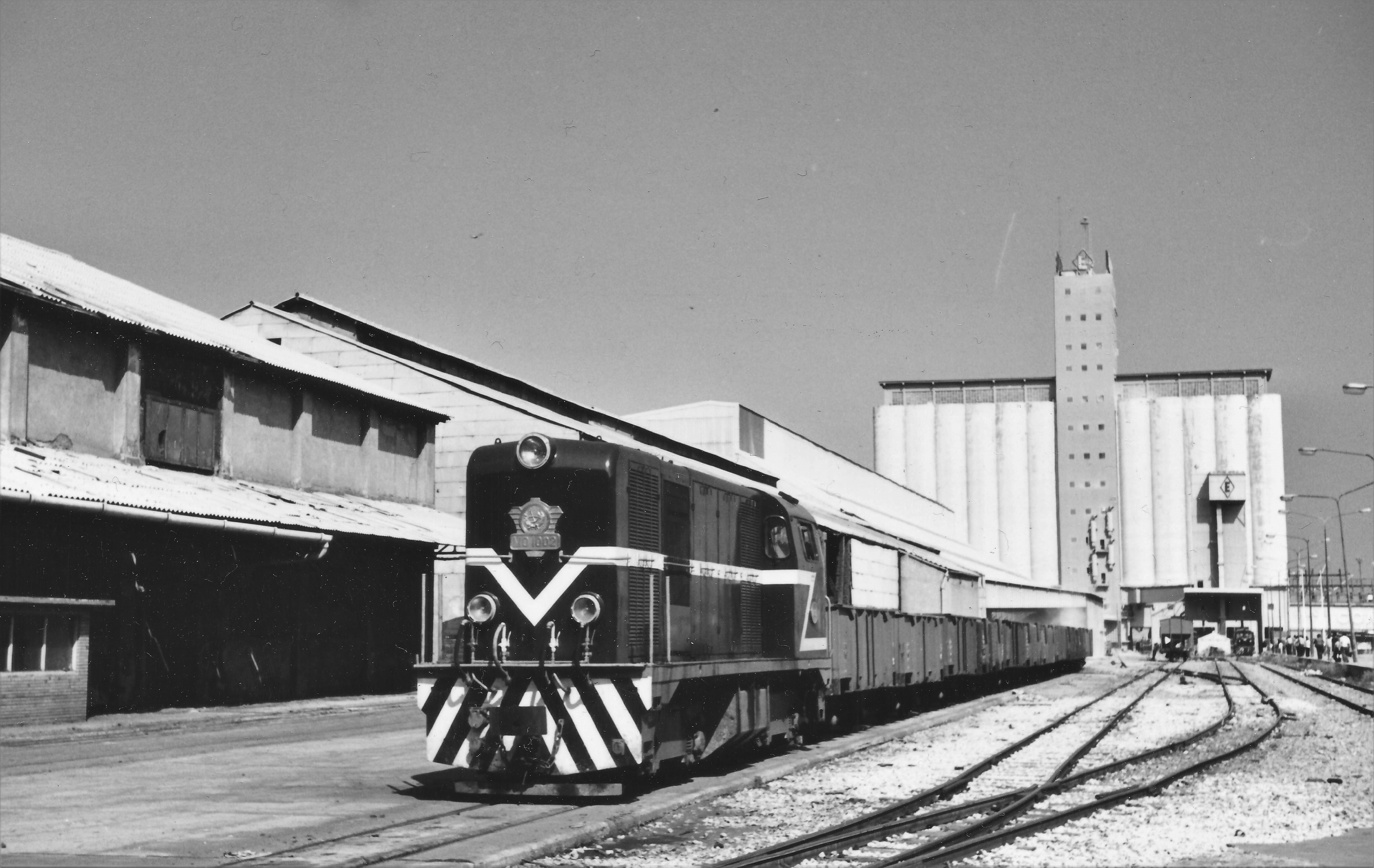
A l'apartador Tramer del port de Barcelona, la MO 1002 l'any 1975.

Quan es van posar en servei aquestes locomotores, la xarxa ferroviària dels Ferrocarrils Catalans estava dividida en dues explotacions diferents: la línia entre Manresa i Olvan (Berga) (MO) era propietat de l'Explotación de Ferrocarriles por el Estado (EFE) des de l'any 1942, per caducitat de la concessió de l'empresa original, mentre que la resta de les línies eren propietat de la Compañía General de los Ferrocarriles Catalanes (CGFC). Diversos convenis facilitaven una explotació integrada de la línea del MO amb la resta de la CGFC.
El 25 de setembre de 1955 va arribar a Manresa, transportada per carretera, la primera locomotora Union Française. Va ser la 1001 i es va assignar al ferrocarril Manresa-Olvan (MO). Anteriorment, aquesta locomotora havia estat fent proves al Ferrocarril del Cantábrico i va participar en la inauguració de la línia entre Gernika i Bermeo el 16 d'agost de 1955.
L'any 1956 arribaren tres locomotores més: les 1002 i 1003 pel MO i la 1004 per la CGFC, que la va renumerar com 701. Van ser oficialment autoritzades a circular el setembre de 1956 les dues primeres, i el 8 d'octubre de 1956 la tercera. Amb aquestes quatre locomotores, EFE i la CGFC van confeccionar un pla d'explotació conjunta, de manera que poguessin remolcar els trens en tot el seu recorregut des de qualsevol estació fins a qualsevol estació, independentment de la propietat del vehicle.
Entre els anys 1958 i 1960 arribaren quatre locomotores més: les 1005 a 1007 per la CGFC (que les va renumerar com 702 a 704, respectivament), i la 1008 pel MO. La seva circulació es va autoritzar oficialment el 5 de novembre de 1958 (702); el 12 de novembre de 1958 (703); el 12 de juliol de 1959 (704); i el març de 1960 (1008). No obstant, la 1008 va estar molt poc temps a aquests ferrocarrils, donat que el 1962 EFE la va traslladar al Ferrocarril Santander-Bilbao. L'any 1961 es va signar un conveni pel qual la CGFC se'n feia càrrec de l'explotació de la línia MO d'EFE, malgrat que els actius continuaven sent propietat de l'organisme estatal.
Finalment, l'any 1965 es van rebre tres locomotores més del segon lot de compres, que varen arribar des de França al port de Barcelona en vaixell. Varen ser les 705 i 706 de CGFC, i la 1009 del MO. Les tres es van autoritzar a circular oficialment el gener de 1966. Aquestes tres locomotores varen venir ja de fàbrica amb els nous colors de la CGFC (blau fosc amb una franja groga i travessa frontal amb ratlles grogues i negres), amb el que s'havia anat repintant les locomotores anteriors, que d'origen eren de color blau grisós, amb les travesses frontals vermelles. També van incorporar d'origen un equip de subministrament d'energia elèctrica a 750 Vcc pels cotxes de viatgers metàl·lics que en aquell moment estava construint la CGFC, a partir d'antics cotxes amb caixa de fusta. Les cinc primeres locomotores es van modificar posteriorment amb aquest equipament.
Des del primer moment, aquestes locomotores es van destinar a remolcar tant de trens de mercaderies com de viatgers, en aquest cas especialment els de més llarg recorregut entre Barcelona, Manresa, Olvan-Berga i Guardiola de Berguedà. Per aquests serveis de passatge, remolcaven tant antics cotxes de fusta com els llavors nous cotxes metàl·lics de la sèrie 2000. La seva arribada, junt amb la dels tractors dièsel de les sèries 800 i 820, els automotors dièsel de la sèrie 3000 i els elèctrics de la sèrie 5000, va implicar la baixa i desballestament de pràcticament totes les locomotores de vapor antigues a partir de l'any 1965.
La posada en servei dels automotors elèctrics de la sèrie 5100 entre els anys 1971 i 1973 va implicar la transformació dels cotxes metàl·lics de la sèrie 2000 en remolcs d'automotor elèctric, motiu pel qual van deixar formar trens amb les locomotores 700/1000. Aquesta transformació, la pràctica desaparició dels cotxes de fusta, l'extensió de les electrificacions i el tancament de les línies entre Olvan-Berga i Guardiola de Berguedà el 2 de maig de 1972, i entre Manresa i Olvan-Berga el 30 de juny de 1973, van implicar que les deu locomotores es dediquessin gairebé en exclusiva al remolc de trens de mercaderies per tota la xarxa. Només una locomotora estava assignada diàriament al remolc dels automotors elèctrics de la sèrie 5100 entre les estacions de Monistrol de Montserrat i Manresa, donat que l'electrificació que es va inaugurar fins a Monistrol el 6 de'abril de 1971 va quedar aturada aquí durant molts anys.

### Història a FGC

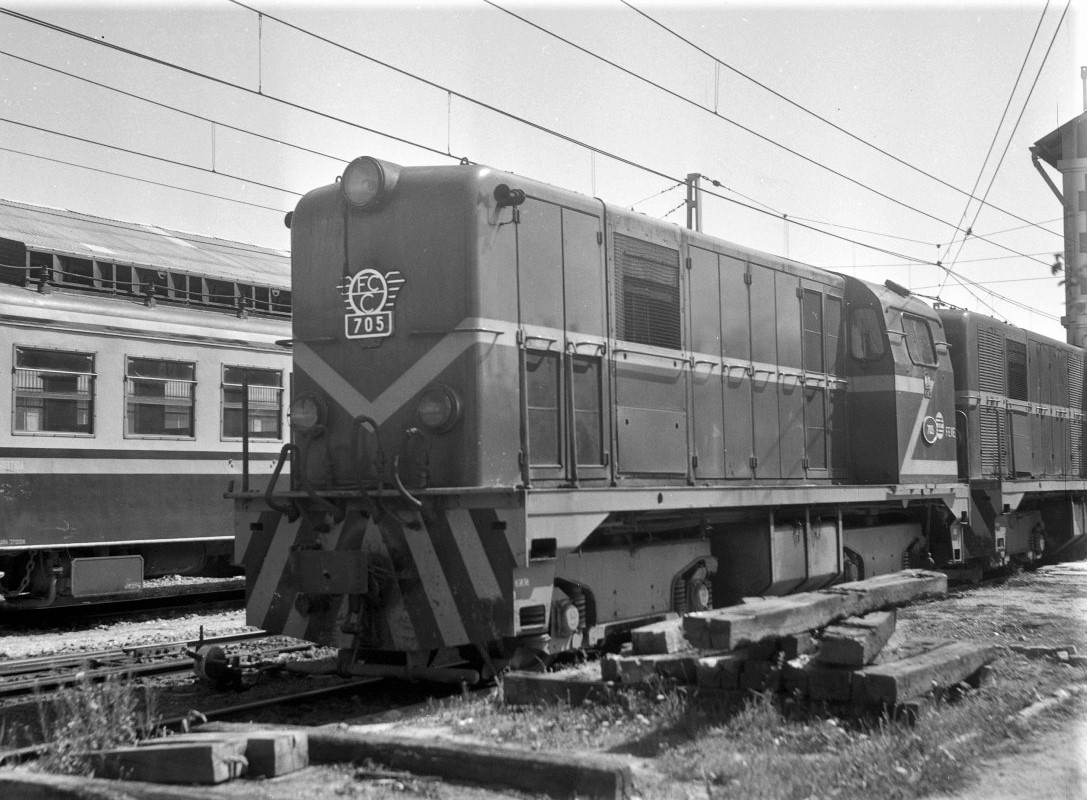
L'any 1980, la 705 a Martorell-Enllaç, amb el marcatge de FEVE a la cabina de conducció.

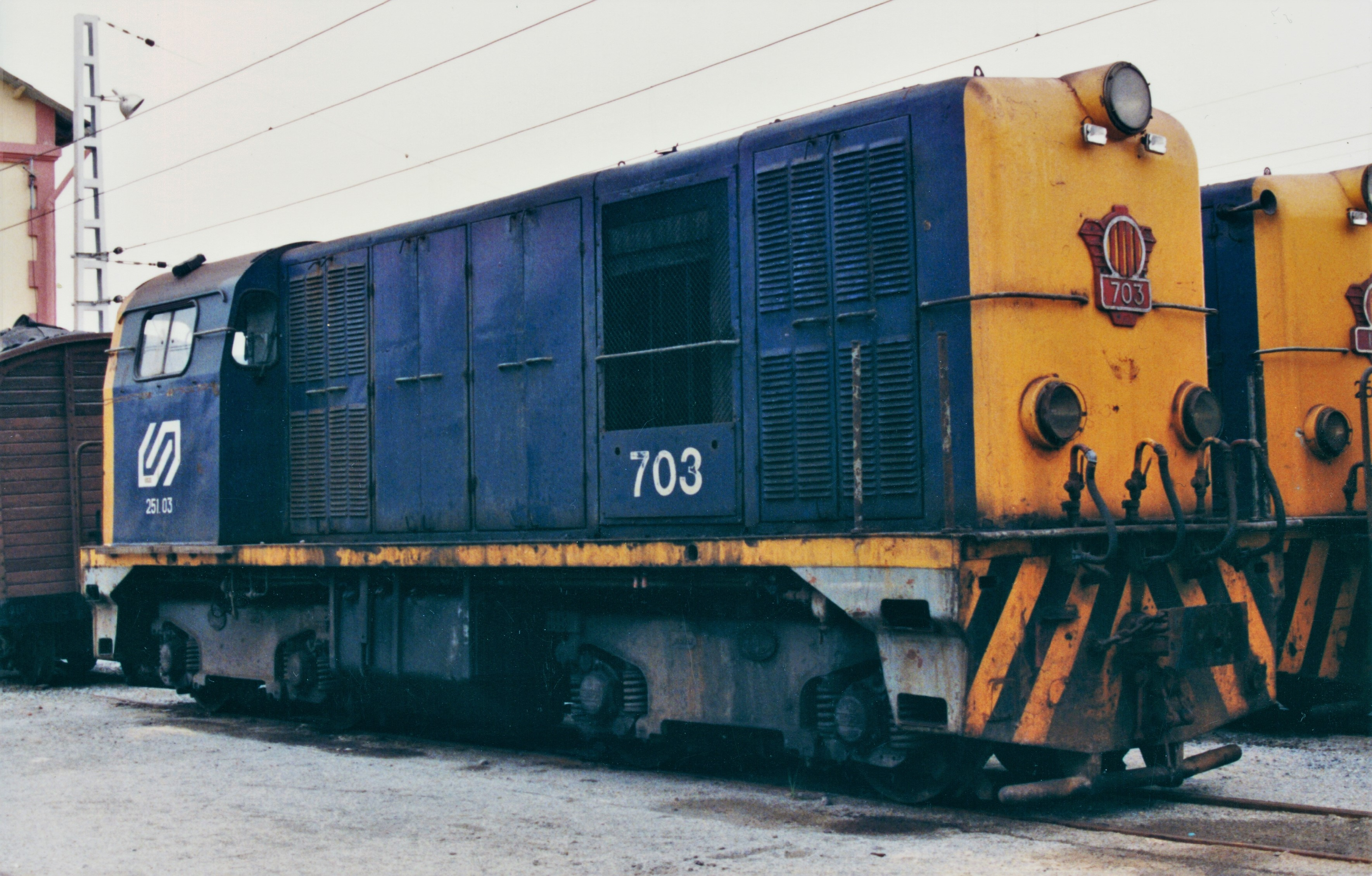
La 703 a Martorell-Enllaç l'any 1990, amb els colors d'FGC.

Davant les nombroses pèrdues econòmiques arrossegades durant els exercicis de 1975 i 1976, i malgrat els plans de modernització d'instal·lacions i material, la Compañía General de los Ferrocarriles Catalanes (CGFC) va renunciar a l'explotació de les seves línies, que varen passar a mans de l'empresa pública FEVE des de l'1 de gener de 1977. Aquest fet es va produir en el període de transició de la dictadura franquista a la democràcia. El 29 de setembre de 1977 es va restaurar la Generalitat de Catalunya, i seguidament començaren les transferències de competències. Entre elles, les dels transports realitzats dins de la comunitat autònoma el 28 de juliol de 1978. Les línies de l'antiga CGFC varen passar a ser titularitat de la Generalitat el 2 de novembre següent. Transitòriament se'n va fer càrrec directament la Conselleria de Política Territorial i Obres Públiques, fins que el 5 de setembre de 1979 es va constituir l'empresa pública Ferrocarrils de la Generalitat de Catalunya (FGC).
Les deu locomotores d'aquesta sèrie van continuar prestant els mateixos serveis, tant quan van passar a mans de FEVE el 1977, com quan després van passar a mans d'FGC.
El 4 de gener de 1984 es va inaugurar l'electrificació al tram que mancava entre les estacions de Monistrol de Montserrat i Manresa-Baixador, motiu pel qual les locomotores 700/1000 van deixar de remolcar els automotors elèctrics de la sèrie 5100 en aquesta secció. Aquest va ser el darrer servei de viatgers que van realitzar.
Dins del procés de modernització de les seves instal·lacions i material, a mitjans dels anys vuitanta FGC també va escometre la posada al día del seus serveis de mercaderies, tant millorant les instal·lacions (variant del ramal de Sallent i la nova línia de Sant Boi al port de Barcelona, posats en servei l'any 1985), com renovant el parc de vagons i locomotores. En aquell moment, FGC transportava sal i potassa des de les instal·lacions mineres de Súria i Sallent fins a la planta química de Solvay a Martorell (sal) i al Port de Barcelona (potassa), pel seu transbordament en vaixells. Aquests transports es feien en composicions d'uns 35 vagons de dos eixos, de construcció antiga, remolcats per les locomotores dièsel de les series 700 i 1000, amb un pes brut d'unes 750 tones, que trigaven unes tres hores en anar des de les mines fins al port.
Per millorar la productivitat del transport de mercaderies, el 22 de desembre de 1988 es va signar el contracte per la fabricació de tres noves locomotores dièsel de gran potència, que varen formar la sèrie 254. Quan es van posar en servei l'any 1991, es van fer càrrec de tots els trens, relegant a les locomotores de les sèrie 700 i 1000 a serveis complementaris, de reserva i de maniobres als quals, al seu torn, van substituir als tractors dièsel de la sèrie 820. Aquell any es va iniciar la reforma de les deu locomotores, per adaptar-les als nous serveis:
- Es van construir unes passeres amb escales d'accés als dos extrems de les locomotores, per tal de facilitar la feina dels agents de maniobres.
- Es van substituir els enganxalls originals de topall central i cargol, pels nous del tipus americà AAR-Alliance, amb el que anaven dotats les noves locomotores i vagons.
- I es van modificar les locomotores 705, 706, 1003 i 1009 per poder-se acoblar en comandament múltiple i poder així, en cas de necessitat, substituir una locomotora de la sèrie 254. Malgrat que les 700/1000 disposaven d'origen del sistema de comandament múltiple, no es va fer servir gairebé mai; per això es va instal·lar un sistema nou. Varen formar dues parelles (705-706 i 1003-1009) acoblades sempre pel costat de les seves capotes per millorar la visibilitat durant la conducció.

Després d'aquestes reformes, finalitzades l'any 1994, l'assignació habitual de les locomotores era aquesta:
- Dues locomotores a la planta química de Solvay a Martorell, per fer maniobres. Una es destinava a la descàrrega dels trens de sal d'FGC, formats per vagons de la sèrie 63.000, mentre que l'altre maniobrava els vagons de via ampla per la platja de vies de tres carrils.
- Una locomotora per fer maniobres a l'estació de Barcelona-El Port, descarregant els trens de potassa formats per vagons de la sèrie 62.000
- Dues locomotores acoblades en comandament múltiple en reserva, que sovint remolcaven els trens de sal entre Súria i la Solvay a Martorell.
- Una locomotora per remolcar els trens de treballs nocturns, pel manteniment de les línies.
- I les altres quatre en reserva, revisió o manteniment.

També era frequent la utilització d'una locomotora en els nombrosos trens turístics amb vehicles històrics que FGC va operar fins a l'any 2011. Normalment feien tasques de suport, remolcant el vagó d'extinció d'incendis, que es feia servir per repostar amb aigua les locomotores de vapor, tot i que també van remolcar, com a locomotores titulars, nombrosos trens especials.

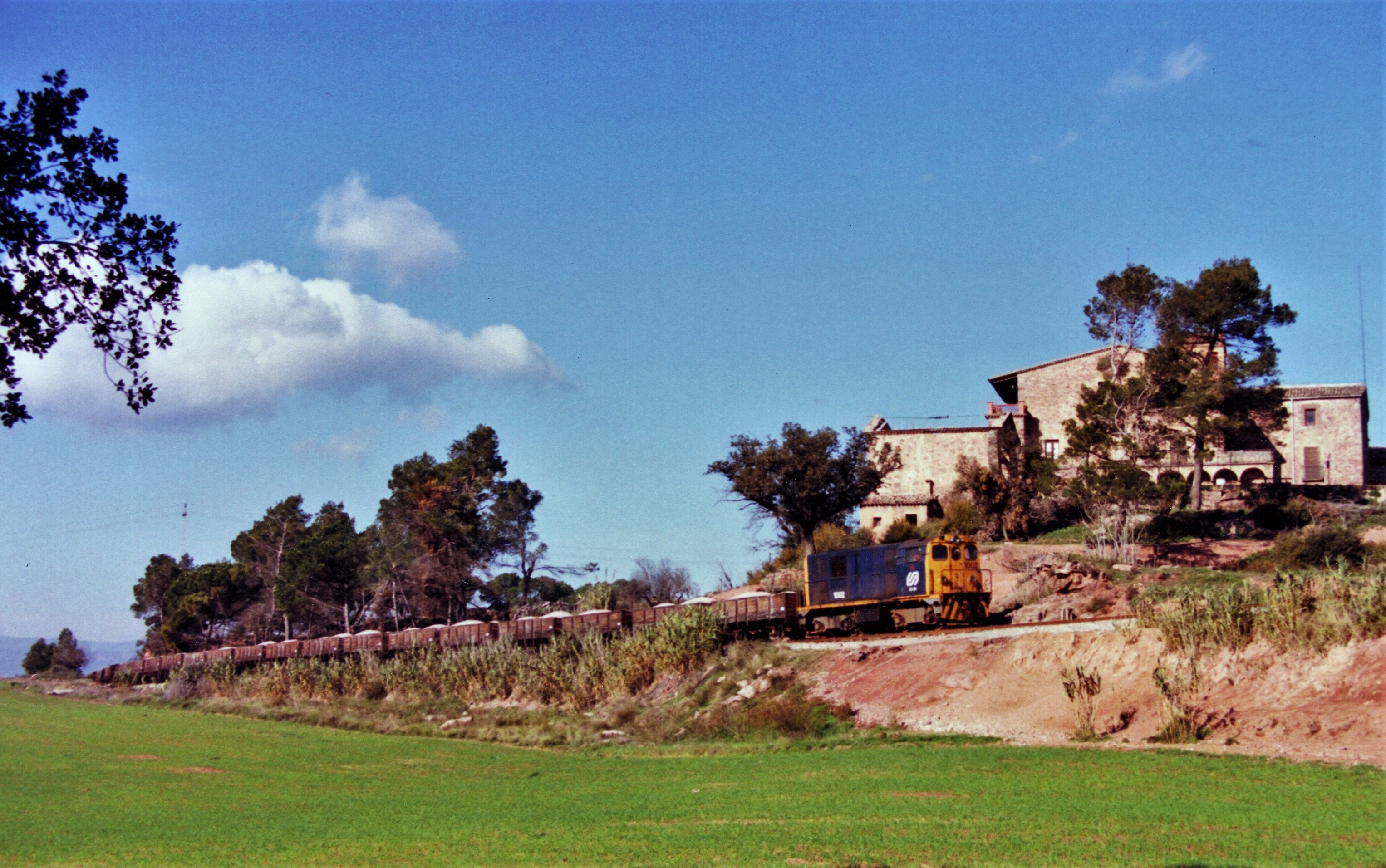
El 1990, la 1002 remolca un tren de vagons oberts carregats de sal o potassa de Súria a Manresa.
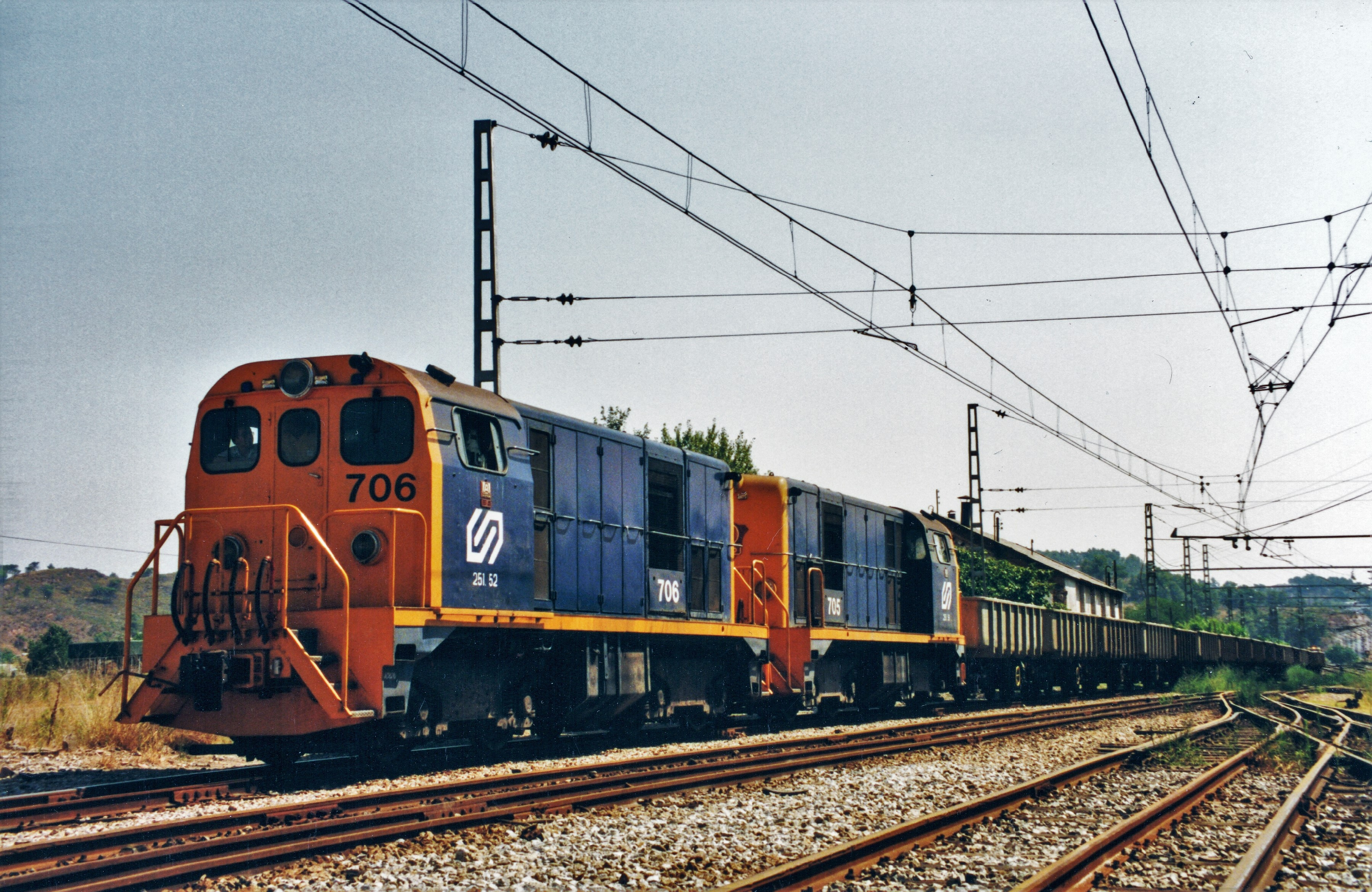
Les 706 i 705 en comandament múltiple, remolcant un tren de vagons buits de la sèrie 63.000 a Martorell-Central, l'any 1994.
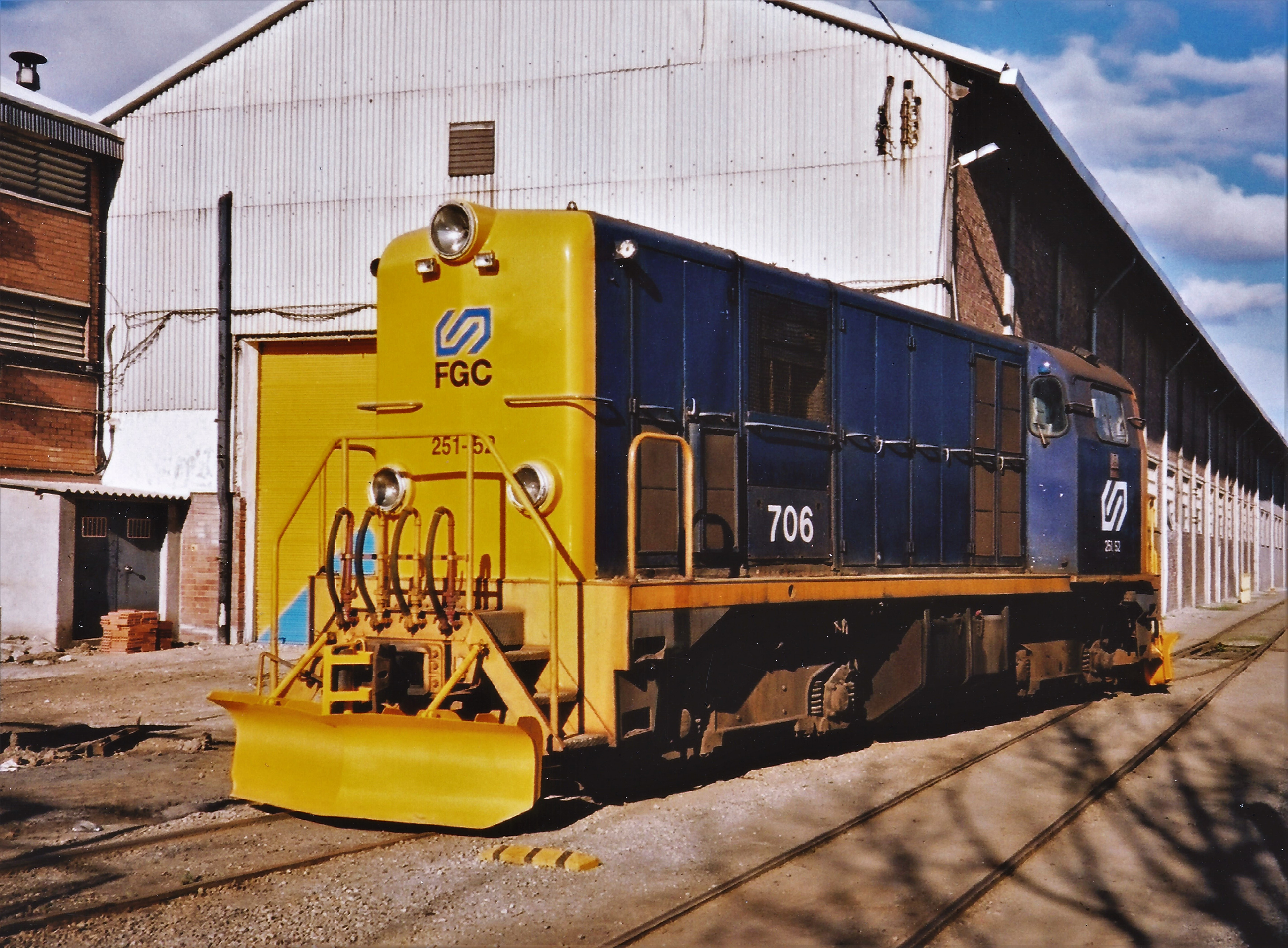
La 706 equipada amb les pales llevaneus, per una alerta de nevades el gener del 2001.
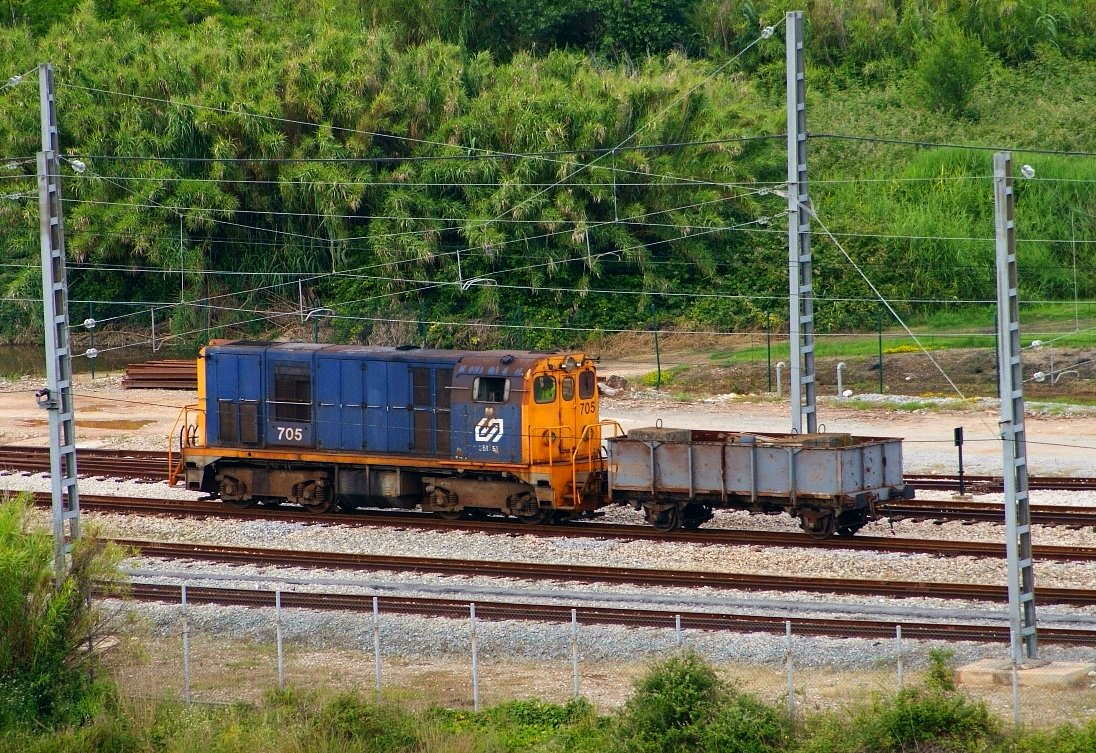
Dins de les instal·lacions de solvay a Martorell, la 705 amb un vagó de transició amb doble enganxall per poder maniobrar amb vagons de via ampla.
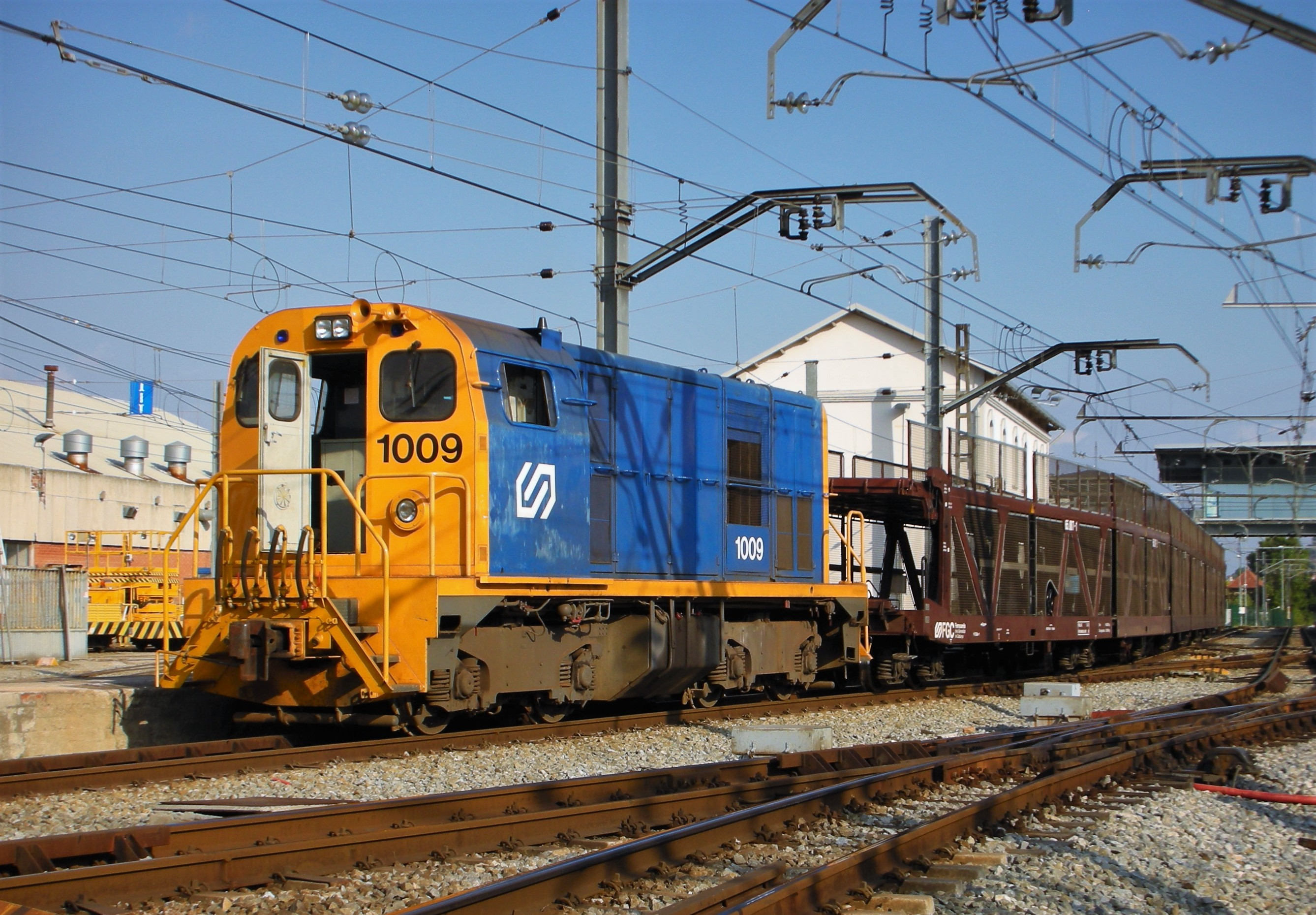
La 1009 maniobrant un vagó de la sèrie 65.000 a Martorell-Enllaç.

### Vendes i decadència

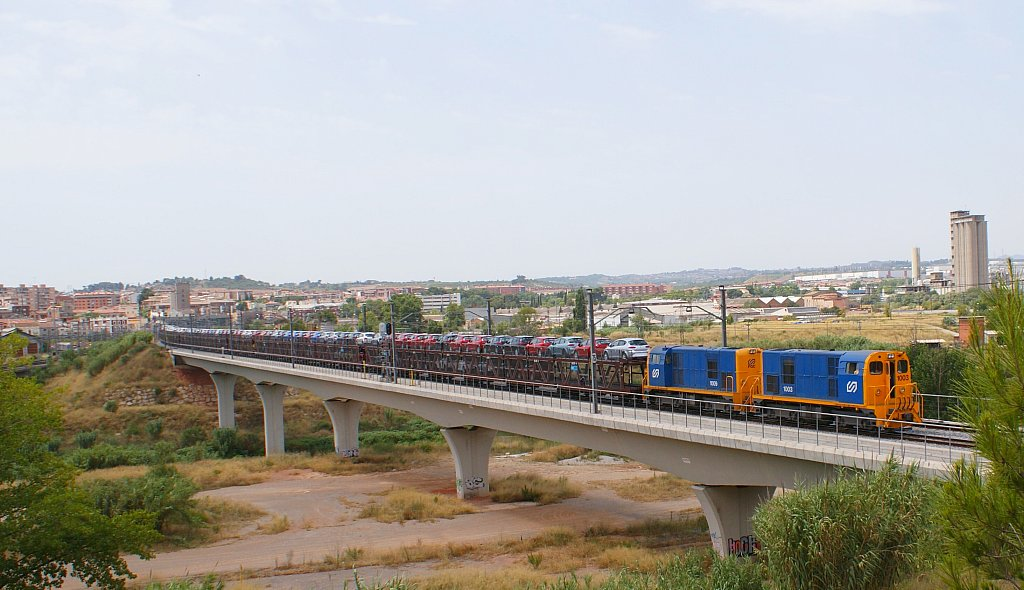
En comandament múltiple, les 1003 i 1009 remolquen el tren d'automòbils nous de SEAT al seu pas sobre el riu Llobregat.

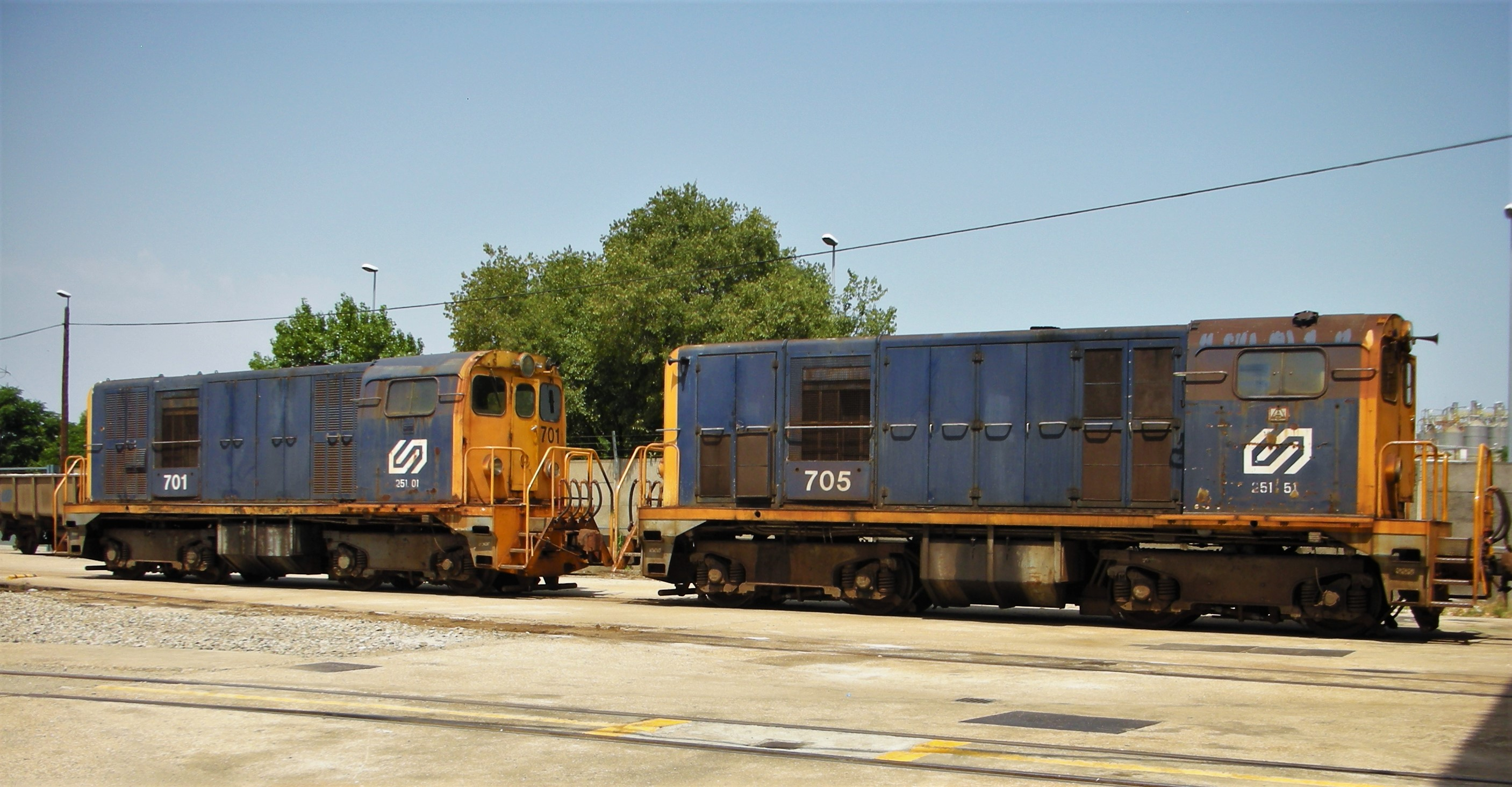
Al taller de Martorell-Enllaç, les locomotores 701 i 705.

Donat que normalment només estaven en servei cinc o sis de les deu locomotores, FGC va oferir les sobrants per a la seva venda. La primera es va vendre probablement l'any 1998, a l'empresa constructora Guinovart. Era la 1002, i no es va fer cap modificació ni canvi de pintura.
El 1999 es va vendre la locomotora 703 a Siderúrgica Requena, de Madrid, per 25 milions de Pessetes, que va actuar com a intermediària del seu destinatari final, l'empresa de construcció i manteniment d'infraestructures ferroviàries Vías y Construcciones. Després de diversos treballs de revisió, sanejament i pintat realitzats per la mateixa FGC al taller de Martorell-Enllaç, es va carregar en un camió el 30 de novembre d'aquell any.
Entre els anys 2001 i 2002 es van vendre altres tres locomotores: la 1001 a Siderúrgica Requena (de nou com a intermediària, amb destí final a l'empresa constructora TECSA) i les 702 i 704 a Gestión de Maquinaria Ferroviaria, una filial de COMSA. Les tres locomotores es van posar a punt, sanejar i pintar al taller de Martorell-Enllaç d'FGC, i la seva venda va suposar un ingrés addicional de 468.789,44 €.
Així s'arriba a l'any 2002, en que a FGC només quedaven en servei cinc locomotores: 701, 705, 706, 1003 i 1009. Des de feia ja temps, no s'utilitzava el comandament múltiple de les locomotores 705-706 i 1003-1009, doncs una reestructuració del servei de trens de mercaderies va permetre que les locomotores de la sèrie 254 es fessin càrrec de tots els trens. Per tant, les 700/1000 van quedar relegades només a la realització de maniobres i trens de treballs.
Durant l'any 2007 es van reconstruir les locomotores 1003 i 1009, amb una revisió general i la substitució del seu motor dièsel MGO original per un altre fabricat per l'empresa finlandesa Wärstilä. En realitat es tractava del mateix motor MGO, del qual Wärstilä havia adquirit les patents, però lleugerament més potent en equipar un altre turbocompressor, de l'empresa americana Garrett. També es va posar en servei, de nou, el sistema de comandament múltiple; es va substituir el sistema d'home mort; i es va instal·lar un sistema anti-patinatge. L'objectiu d'aquesta reforma era fer les funcions de reserva de les locomotores de la sèrie 254 en el remolc d'un nou tren de mercaderies, que es va posar en servei el 18 de gener de 2008. Transportava automòbils nous de la factoria de SEAT a Martorell fins al Port de Barcelona, per la seva exportació en vaixells. Van prestar aquest servei regularment, tot i que amb importants problemes de fiabilitat i avaries freqüents, fins que el gener del 2012 van ser substituïdes per la locomotora dual 255.01, llogada a Eusko Trenbideak específicament per remolcar aquest tren.
L'any 2011, la locomotora 1003 es va repintar en els colors originals de la CGFC, per remolcar els cotxes de fusta del tren històric durant la celebració del 58è congrés del MOROP (l'Associació Europea de modelistes ferroviaris i aficionats al ferrocarril).
El març de 2012 es va vendre una última locomotora, la 701, a COMSA. Aquesta empresa la va adquirir per substituir a la 702, que va patir un greu accident quan remolcava un tren de treballs a l'Equador, on treballava a la renovació de via de la secció entre Ambato i Riobamba, a la línia fel Ferrocarril Transandino.
Per tant, a FGC quedaven en servei només quatre locomotores (705, 706, 1003 i 1009), una mica justes pels serveis que havien de fer:
- Dues locomotores fent maniobres a la planta química de Solvay a Martorell.
- Una locomotora fent maniobres a l'estació de Barcelona-El Port.
- I una locomotora destinada als trens de treballs nocturns.

El 30 de juny de 2017 va circular el darrer tren de sal entre Súria i la Solvay a Martorell. Des de llavors, a la planta química només hi havia una locomotora fent maniobres. Aquell any, la 706 es va llogar temporalment a COMSA, que era l'empresa encarregada de fer les maniobres dels vagons de via ampla. Va ser substituïda per material propi de COMSA el 2018, sent retirada del servei l'agost d'aquell any. Es van desmuntar diversos components per fer-los servir com a recanvis per les altres tres locomotores, doncs molts d'ells ja no es podien adquirir al mercat, donada la seva antiguitat. Posteriorment es va traslladar a un lloc desconegut. El desembre de 2020 es va anunciar que seria cedida a l'Ajuntament de Sant Vicenç de Castellet, per la seva exposició prop de l'estació d'FGC.
El gener de 2019 es va donar de baixa la locomotora 705, en aquest cas per la impossibilitat de mantenir-la en servei per manca de peces de recanvi.    Posteriorment va ser cedida a l'Ajuntament de Guardiola de Berguedà i traslladada a les instal.lacions d'una coneguda empresa constructora d'obra civil, a Olvan, on s'hi van realitzar diversos treballs de pintura per aturar-ne la degradació, i on va romandre provisionalment emmagatzemada fins a mitjan de març del 2025. Actualment es troba ja emplaçada als terrenys adjacents a l'edifici de l'antiga estació de Guardiola de Berguedà, pendent de la darrera fase de restauració.
Des de llavors, FGC només disposava de les locomotores 1003 i 1009, que tan sols fan el serveis de maniobres a l'estació d'Álvarez de la Campa i els trens de treballs nocturns. L'any 2020 van ser substituïdes en aquestes tasques nocturnes per la locomotora mixta dual de la sèrie 256.
Finalment, la darrera locomotora en servei, la 1009, es va donar de baixa el desembre de 2021.

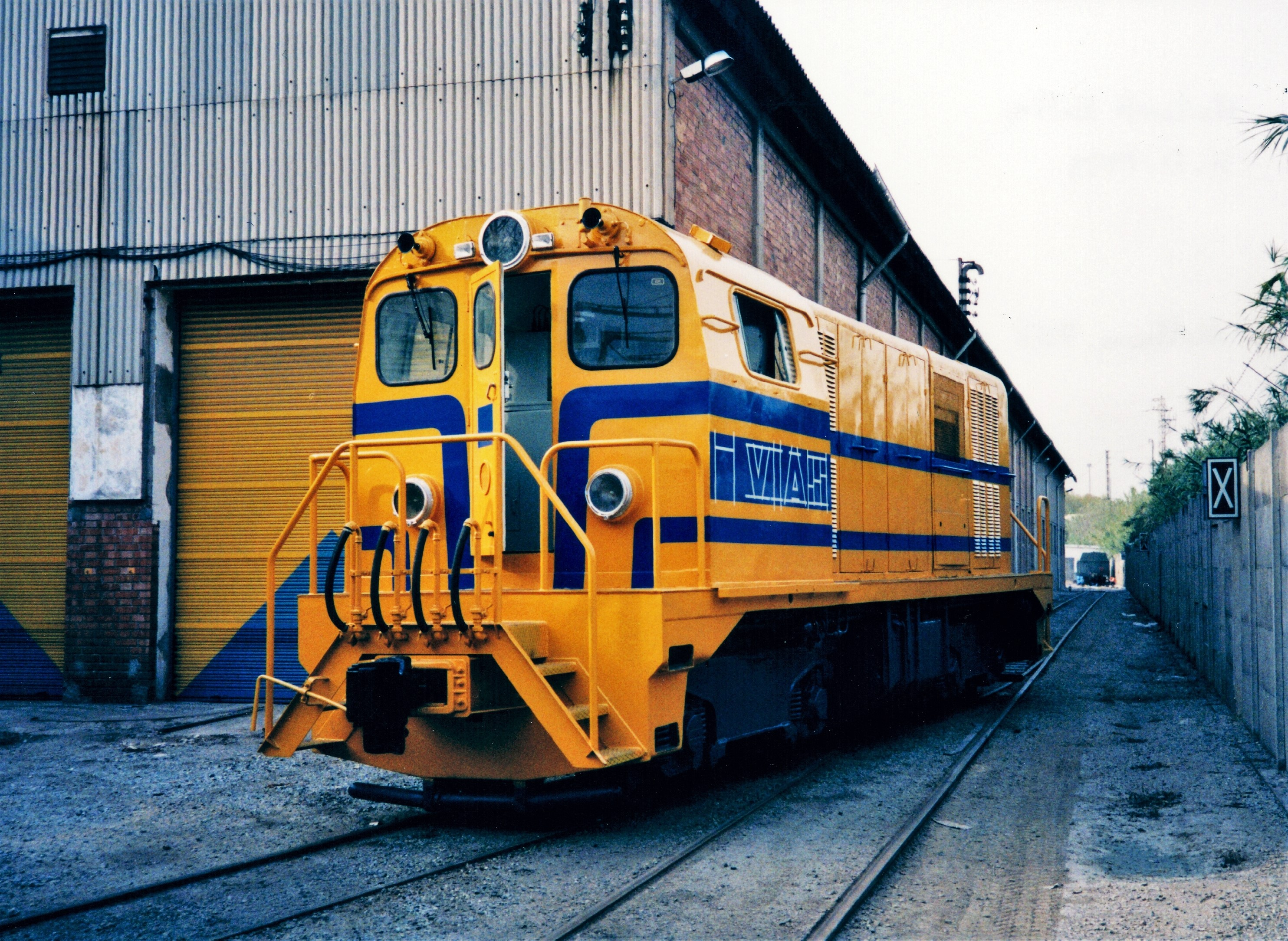
La 703, venuda a Vías y Construcciones, durant el seu repintat el novembre de 1999.
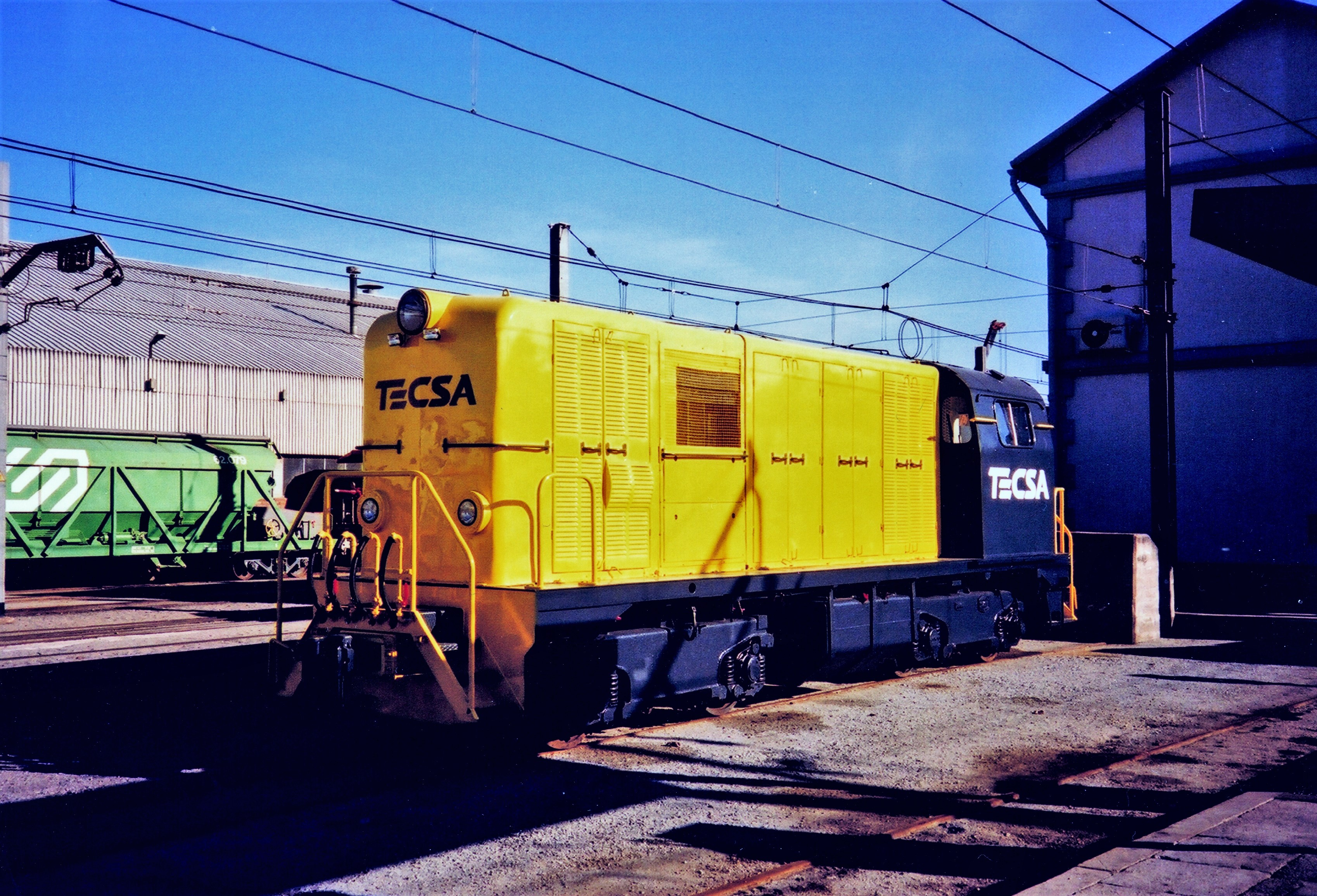
El desembre de 2001, la 1001 venuda a TECSA a Martorell Enllaç.
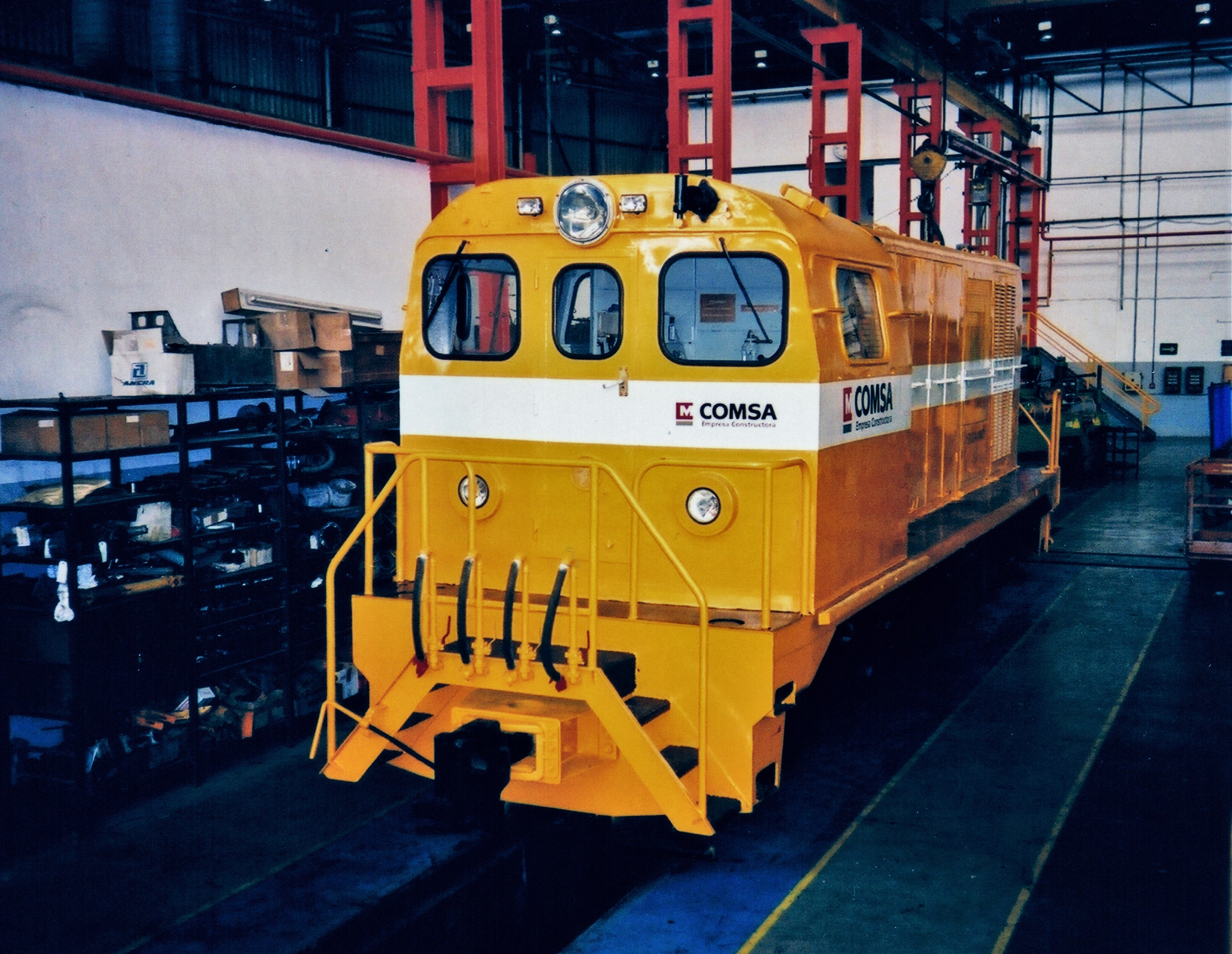
La 704 amb els colors de COMSA, al taller de Martorell-Enllaç el gener de 2002.

### La locomotora preservada

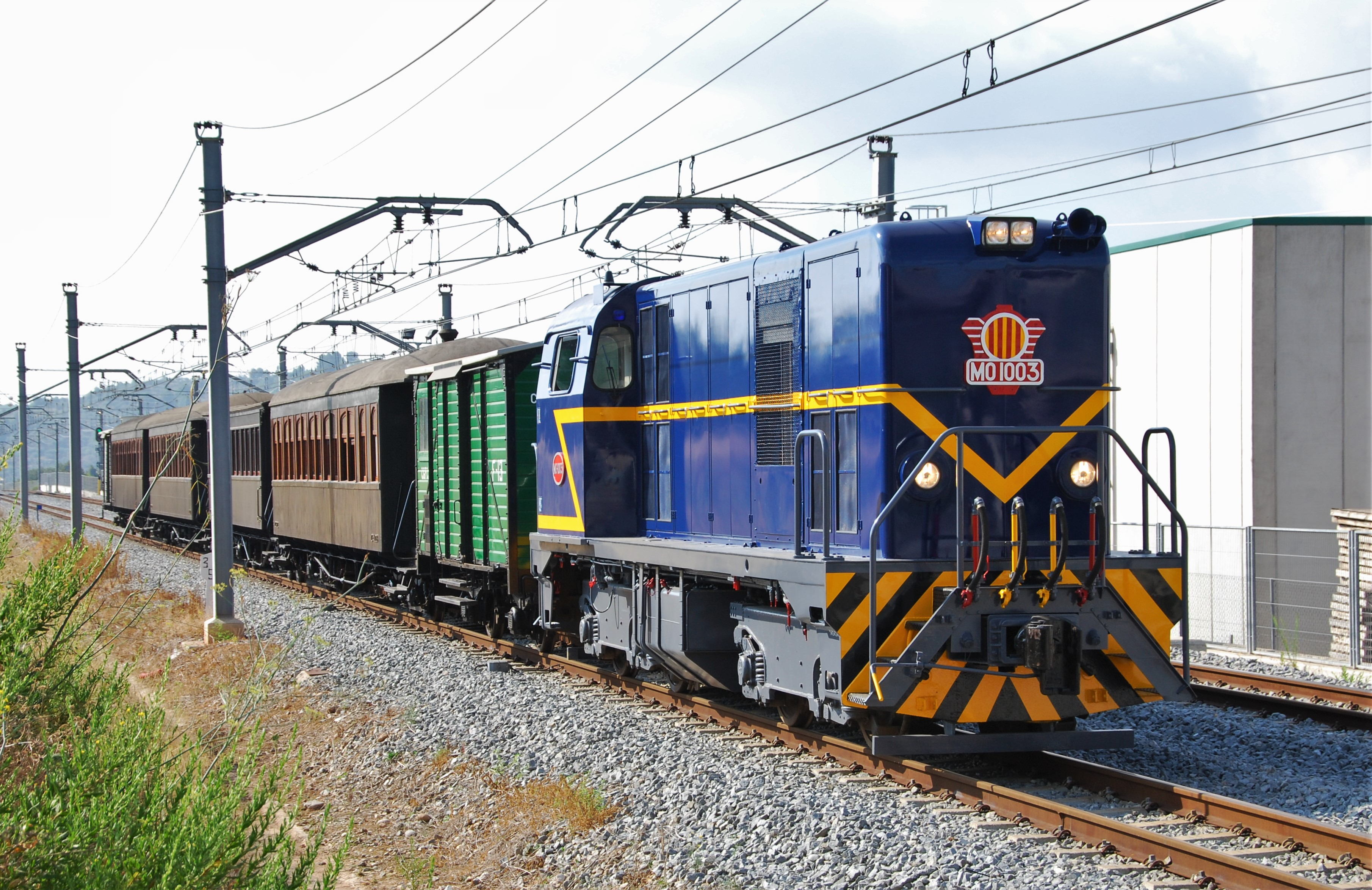
La locomotora històrica MO 1003 durant el seu primer viatge comercial, pel 58è Congrés del MOROP.

Dins de l'extensa col·lecció de material històric preservat per FGC, també s'ha inclòs una locomotora d'aquesta sèrie. Inicialment es va considerar preservar la locomotora 701, i va ser inclosa al catàleg de material històric de l'empresa.
Però l'any 2011, quan van deixar de prestar servei les locomotores de vapor, es va decidir repintar la 1003 en els colors històrics per substituir-les. També es van tornar a posar les plaques frontals i laterals, tot i que fabricades de nou en material sintètic. Va prestar el seu primer servei com a tal el 8 de setembre d'aquell any, amb motiu del 58è congrés del MOROP (l'Associació Europea de modelistes ferroviaris i aficionats al ferrocarril). A partir d'aquell moment va combinar els serveis comercials de maniobres amb uns pocs trens especials. El darrer el va fer el 27 de juny de 2015, fins a Súria, organitzat pel Club d'Amics del Ferrocarril-Cornellà (CAFC) i el Centre de Modelisme Ferroviari de Sabadell (CEMFES).
Després només va remolcar altres tres trens especials, en el marc del que havia de ser una oferta turística estable que va fracassar. Era l'anomenat "Montserrat Classic Express", organitzat conjuntament amb l'empresa Trentur S.L., que estava orientat a captar els nombrosos creueristes que cada any desembarquen al port de Barcelona. Només va fer un viatge de presentació el 3 de juny de 2017, i dos viatges comercials aquella tardor.
Posteriorment va deixar de prestar serveis especials (tot i que va continuar realitzant serveis de maniobres i trens de treballs) i es va incloure oficialment al catàleg de material històric d'FGC, substituint a la 701.
El 28 de juliol de 2020, FGC va anunciar una licitació per fer una revisió general a la locomotora, amb un pressupost de 411.400,00 € IVA inclòs, que suposarà la realització dels següents treballs:
- Revisió general de tots els components de la locomotora.
- Substitució del motor dièsel per un altre subministrat per FGC, i rehabilitació del motor dièsel que incorpora per disposar-lo com a recanvi.
- Renovació de tota la instal·lació elèctrica. amb substitució d'alguns components.
- Substitució de tot l'enllumenat amb tecnologia LED, i modificació dels fars principals per recuperar l'aspecte original.
- Rehabilitació, si cal, del bastidor i planxes metàl·liques, i repintat de la locomotora.

Inicialment, la resolució de la licitació va quedar deserta, sent convocada una nova licitació l'11 de gener de 2021, que va ser adjudicada a l'empresa GMF Railway Maintenance Services S.L. de Constantí el següent 17 de març. La locomotora va ser carregada en un camió al taller de Martorell Enllaç el 30 d'abril de 2021 pel seu trasllat al taller de GMF.
No obstant, després dels treballs de restauració, FGC va prendre la inesperada decisió de donar-la de baixa i es va traslladar al museu Espai de la via mètrica com a objecte d'exposició estàtic el 3 d'agost de 2023.

### Quadre història locomotores
| Número original MOP | Número CGFC/MO | Ferrocarril original | Fabricant      | Any fabricació | Posada en servei | Número FGC | Any de baixa | Venuda a              | Observacions                                                                                                |
| ------------------- | -------------- | -------------------- | -------------- | -------------- | ---------------- | ---------- | ------------ | --------------------- | --- |
| 1001                | 1001           | MO                   | Alsthom        | 1955           | setembre de 1955 | 251.65     | 2001         | TECSA                 | |
| 1002                | 1002           | MO                   | Alsthom        | 1955           | setembre de 1956 | 251.66     | 1998?        | Guinovart             | |
| 1003                | 1003           | MO                   | Alsthom        | 1955           | setembre de 1956 | 251.67     | -            | -                     | Preservada com a locomotora històrica. Exposada al museu Espai de la via mètrica des del 3 d'agost de 2023. |
| 1004                | 701            | CGFC                 | Alsthom        | 1955           | 08-10-1956       | 251.01     | 2012         | COMSA                 | Revenuda per COMSA a l'empresa constructora argentina Zonis l'octubre de 2020.                              |
| 1005                | 702            | CGFC                 | Euskalduna/GEE | 1958           | 05-11-1958       | 251.02     | 2002         | COMSA                 | Renumerada a COMSA com 51 LOA 4967.                                                                         |
| 1006                | 703            | CGFC                 | Euskalduna/GEE | 1958           | 12-11-1958       | 251.03     | 1999         | Vías y Construcciones | |
| 1007                | 704            | CGFC                 | B&W/GEE        | 1958           | 12-07-1959       | 251.04     | 2001         | COMSA                 | Renumerada a COMSA com 51 LOA 4947.                                                                         |
| 1008                | 1008           | MO                   | B&W/GEE        | 1958           | març de 1960     | -          | 1962         | -                     | Traslladada al ferrocarril Santander-Bilbao.                                                                |
| -                   | 1009           | MO                   | Alsthom        | 1965           | gener de 1966    | 251.53     | 2021         | -                     | |
| -                   | 705            | CGFC                 | Alsthom        | 1965           | gener de 1966    | 251.05     | 2019         | -                     | Cedida a l'Ajuntament de Guardiola de Berguedà.                                                             |
| -                   | 706            | CGFC                 | Alsthom        | 1965           | gener de 1966    | 251.06     | 2018         | -                     | Cedida a l'Ajuntament de Sant Vicenç de Castellet.                                                          |

## Descripció tècnica
Les 700/1000 són unes locomotores dièsel-elèctriques, amb dos bogis de dos eixos motrius, equipades amb un motor dièsel i quatre motors elèctrics de tracció de corrent continu, amb una cabina de conducció.

### Quadre de característiques
| Característica          | unitat | Locomotores del primer lot | Locomotores del segon lot | Locomotores modernitzades |
| ----------------------- | ------ | -------------------------- | ------------------------- | ------------------------- |
| Anys construcció        |        | 1955-1958                  | 1965                      | -                         |
| Anys modernització      |        | -                          | -                         | 2007                      |
| Quantitat               |        | 7                          | 3                         | 2                         |
| Números                 |        | 701-704 i 1001-1003        | 705, 706 i 1009           | 1003 i 1009               |
| Rodatge                 |        | Bo'Bo'                     | Bo'Bo'                    | Bo'Bo'                    |
| Potència motor dièsel   | CV     | 775                        | 850                       | 925                       |
| Esforç de tracció màxim | kg     | 11.000                     | 15.600                    | ?                         |
| Velocitat màxima        | km/h   | 70                         | 70                        | 70                        |
| Comandament múltiple    |        | -                          | -                         | 2 locomotores             |
| Longitud entre topalls  | mm     | 11.174                     | 11.174                    | 12.500                    |
| Longitud de la caixa    | mm     | 10.200                     | 10.200                    | 10.200                    |
| Amplada màxima          | mm     | 2.700                      | 2.700                     | 2.700                     |
| Alçada màxima           | mm     | 3.700                      | 3.700                     | 3.700                     |
| Pes en buit             | T      | 44                         | 48                        | 44/48                     |

### Part mecànica

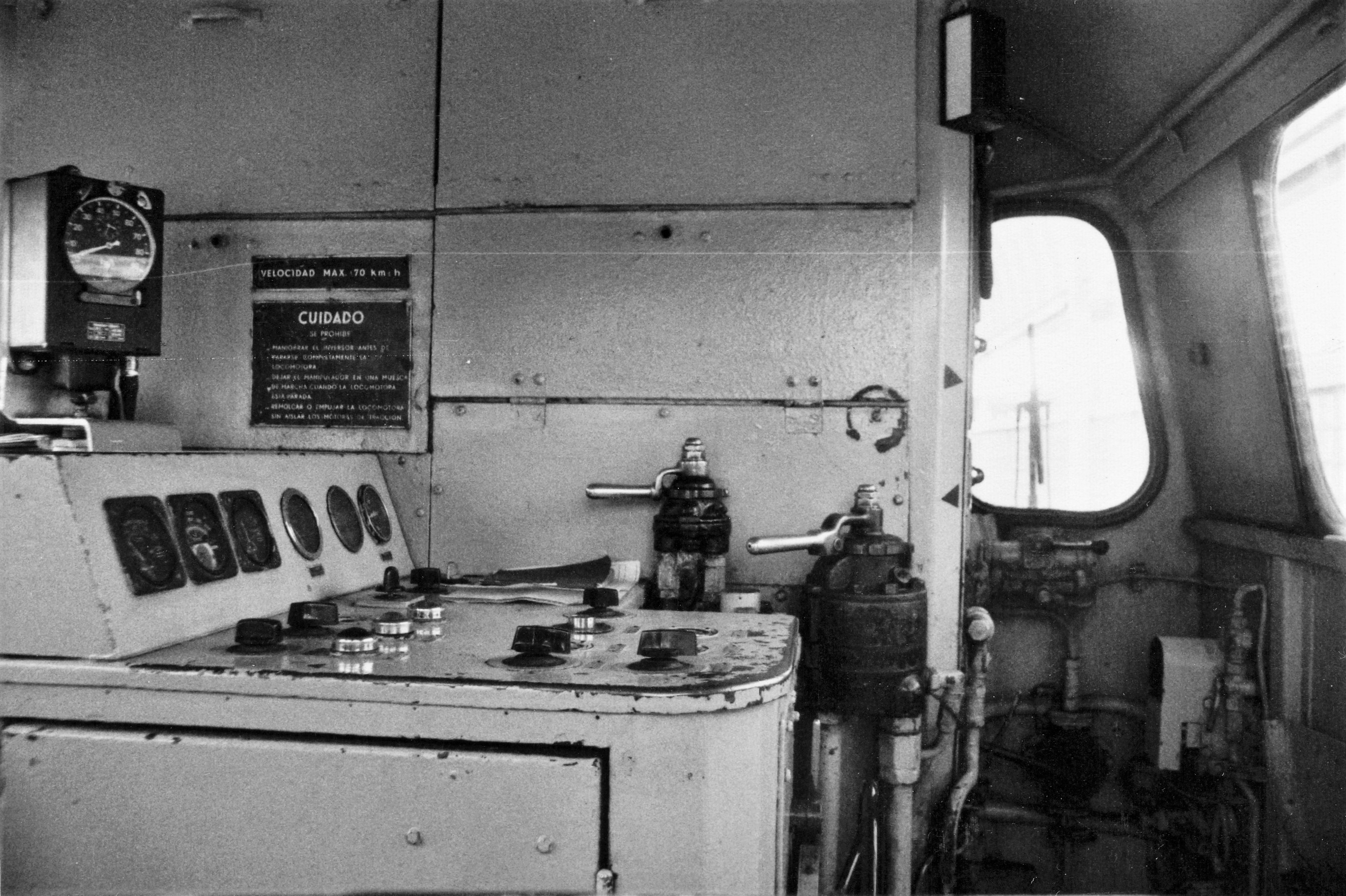
Pupitre de conducció en estat original.

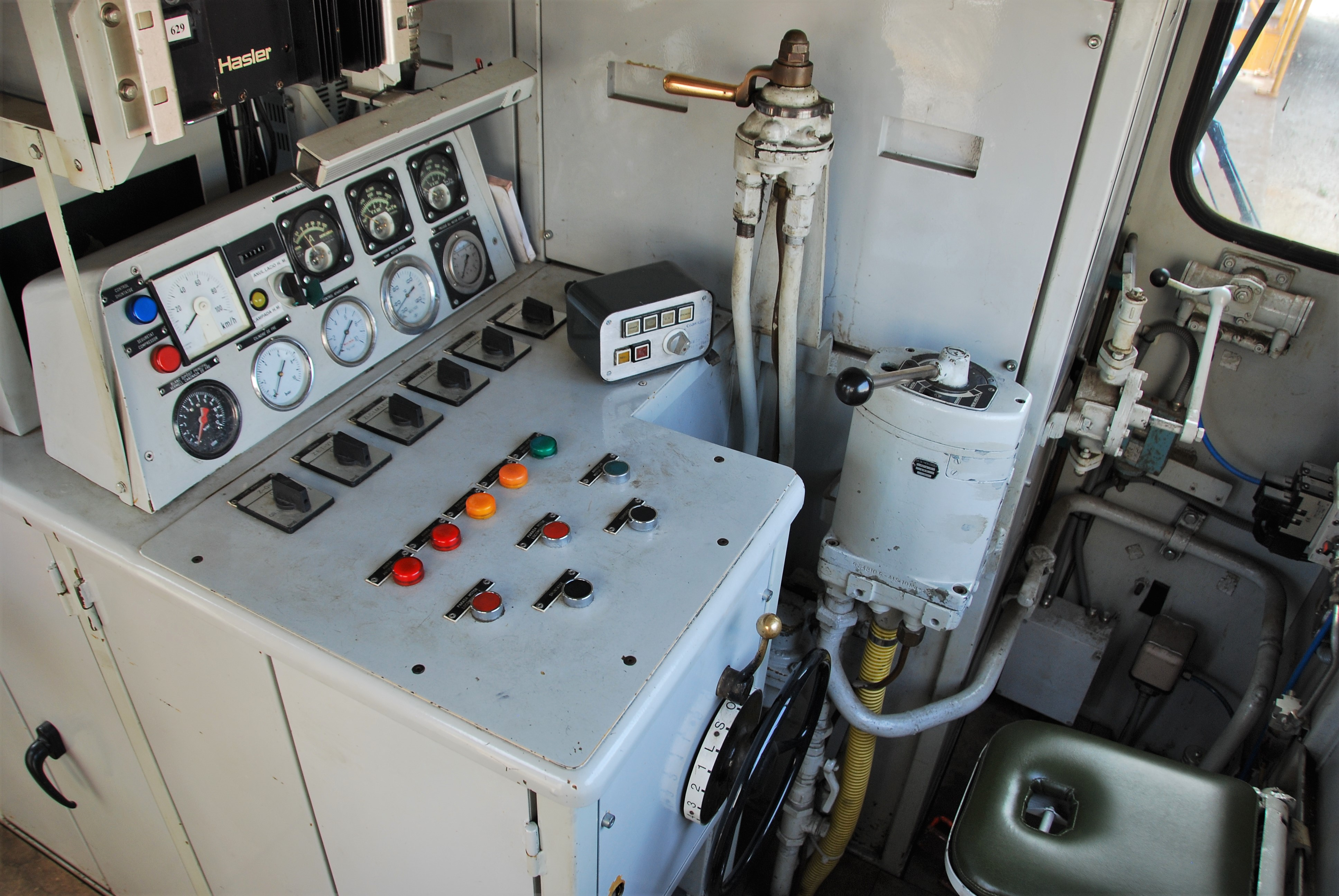
Pupitre de conducció de les locomotores 1003 i 1009, després de la reforma de l'any 2007.

La locomotora disposa d'un bastidor construït amb perfils d'acer soldats. El seu gruix variaba en funció del pes que es volia que tingués la locomotora. Dos travessers intermedis tenen soldats els pivots pels bogis, i als dos frontals l'estructura que suporta els enganxalls. Sobre aquest bastidor es munta la caixa, formada per dues parts, construïdes ambdues amb planxes d'acer: una única cabina de conducció en un extrem, soldada al bastidor; i una capota entre la cabina i l'altre extrem de la locomotora, que conté tots els components mecànics, elèctrics i pneumàtics. Aquesta capota està formada per diversos mòduls desmuntables, cargolats al bastidor, i diverses comportes per accedir a l'interior.
Dins de la capota estan instal·lats, consecutivament d'endavant cap enrere:
- Els dipòsits principals d'aire comprimit.
- El compressor d'aire i diversos elements del circuit pneumàtic.
- Els radiadors de refrigeració i el seu ventilador.
- El motor dièsel.
- Les resistències de tracció, els generadors principal i auxiliar i les preses d'aire exterior pel motor dièsel.
- L'armari elèctric, amb diversos contactors, relés, el tambor de l'inversor i d'altres components.

A continuació hi ha la cabina de conducció, a la que només s'hi pot accedir per la testera, mitjançant un balconet. Disposa de dues finestres laterals i un pupitre de conducció central, amb un lloc de conducció, situat en posició lateral.
A les testeres es troben els enganxalls. Originalment eren de topall central, brida i cargol, complementats amb les mànegues flexibles per donar continuïtat a les canonades general de fre (CGF, per frenar els vehicles remolcats) i d'alimentació (CGA, per interconnectar dues locomotores). Durant la reforma efectuada entre els anys 1991 i 1994, a les dues testeres de les locomotores es van afegir unes passeres i unes escales d'accés per facilitar la feina del personal de maniobres, i es van substituir els enganxalls originals pels nous del tipus americà AAR-Alliance.
Els dos bogis tenen una estructura en forma d'hac, construida amb planxes d'acer soldades. La seva forma es molt característica, i correspon a un disseny d'Alsthom molt utilitzat duran la segona meitat del segle xx. Tenen dos eixos, amb suspensió primària per molles helicoïdals sobre les caixes de greix, i no tenen suspensió secundària. Cada eix és accionat per un motor elèctric de corrent continu suspès pel nas. La unió entre el bastidor de la locomotora i els bogis es fa mitjançant dos pivots. Entre els dos bogis, hi ha el dipòsit de combustible, amb capacitat per 2.000 litres de gasoli.

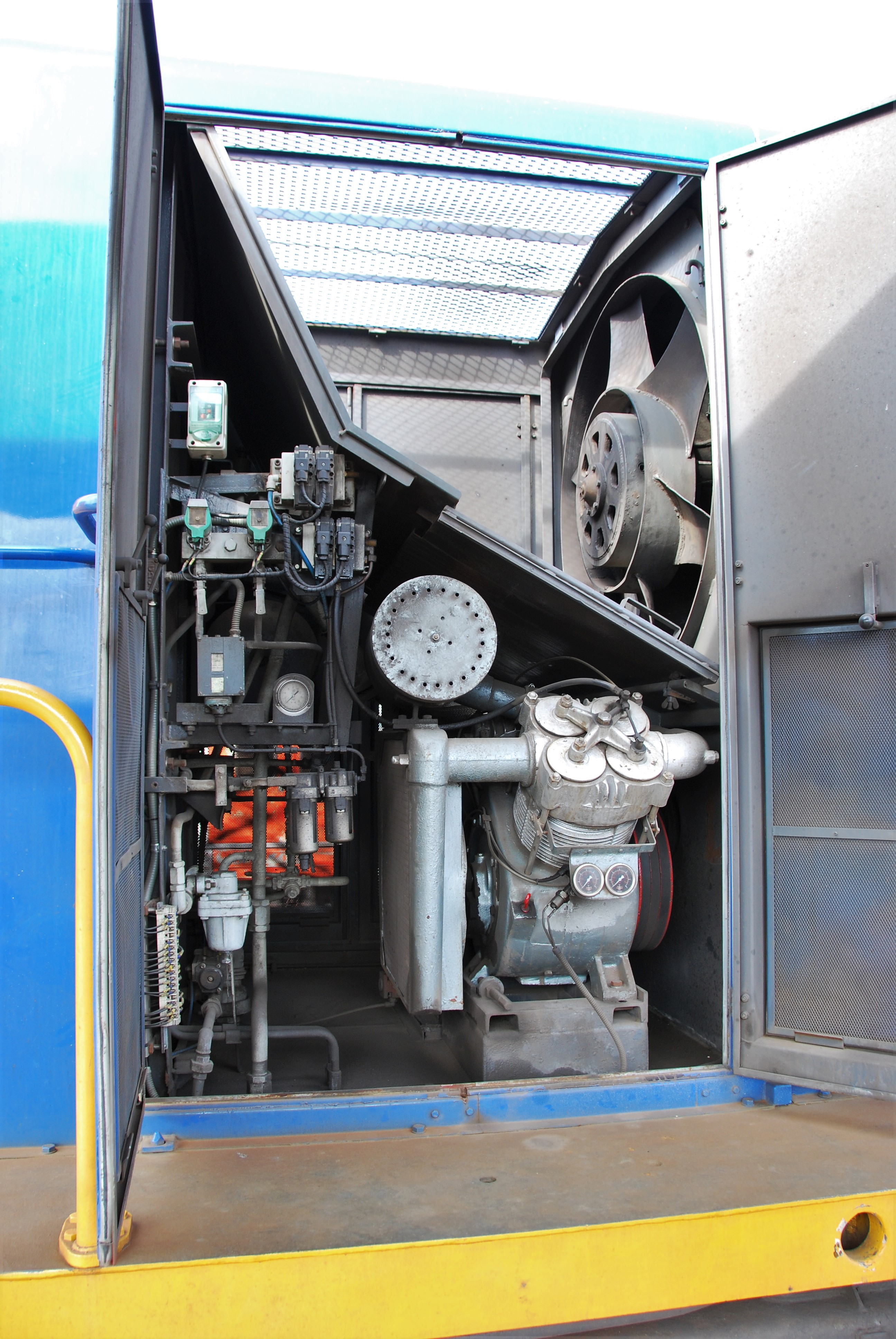
Compartiment del compressor, i ventilador dels radiadors d'aigua.
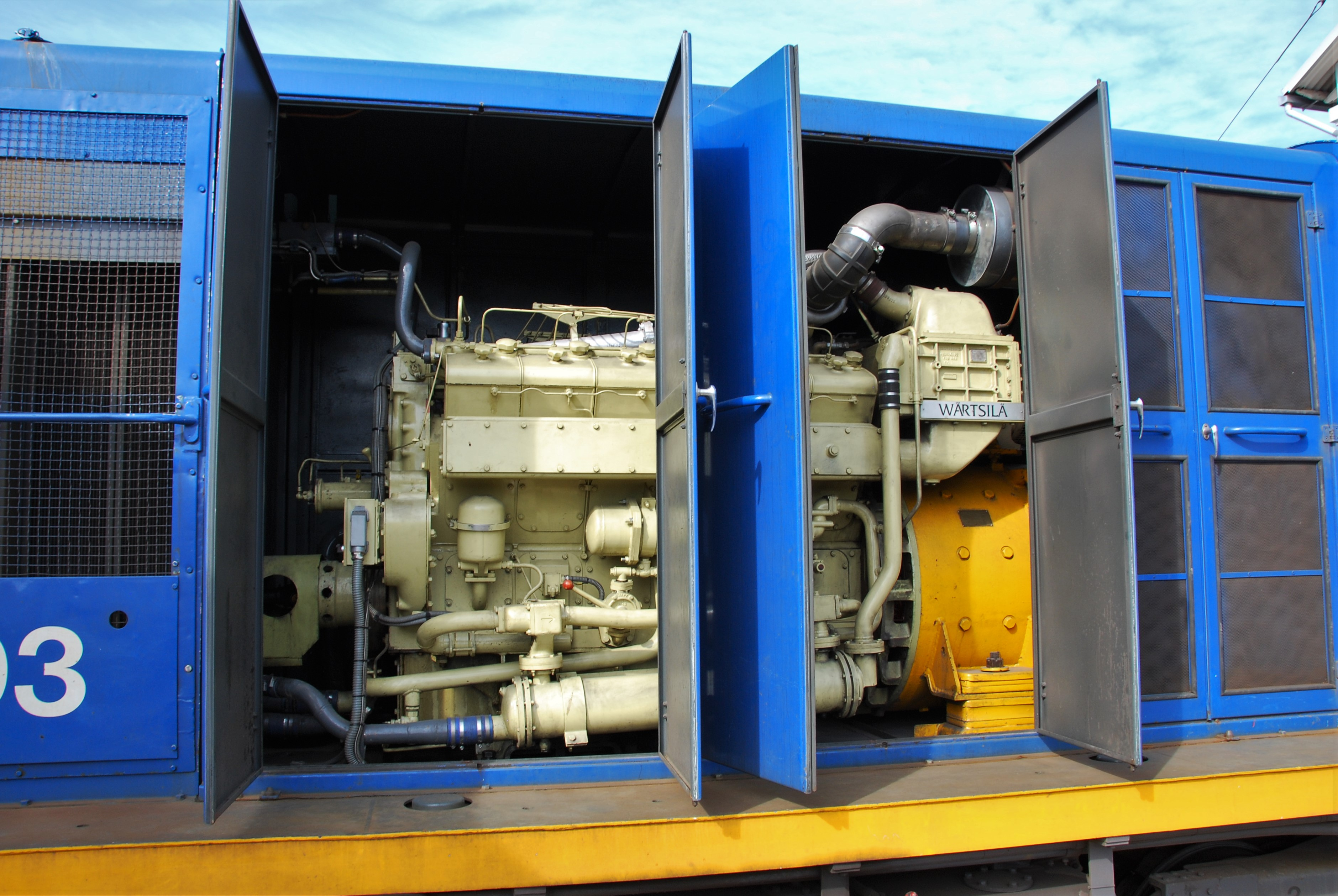
Compartiment central, amb el motor dièsel, en aquest cas un Wärstilä.
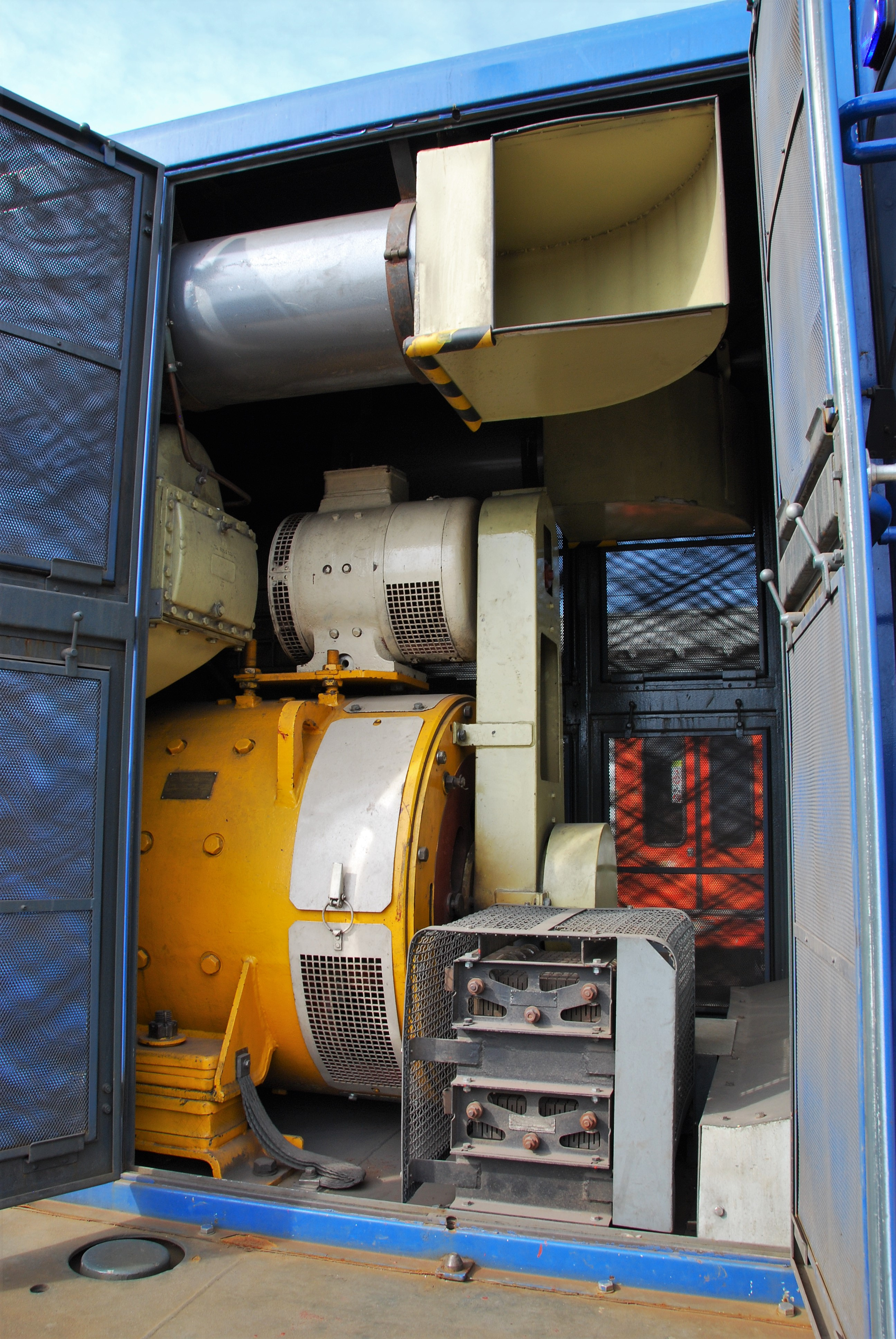
Generadors principal i auxiliar, resistències de tracció i admissió d'aire del motor dièsel.
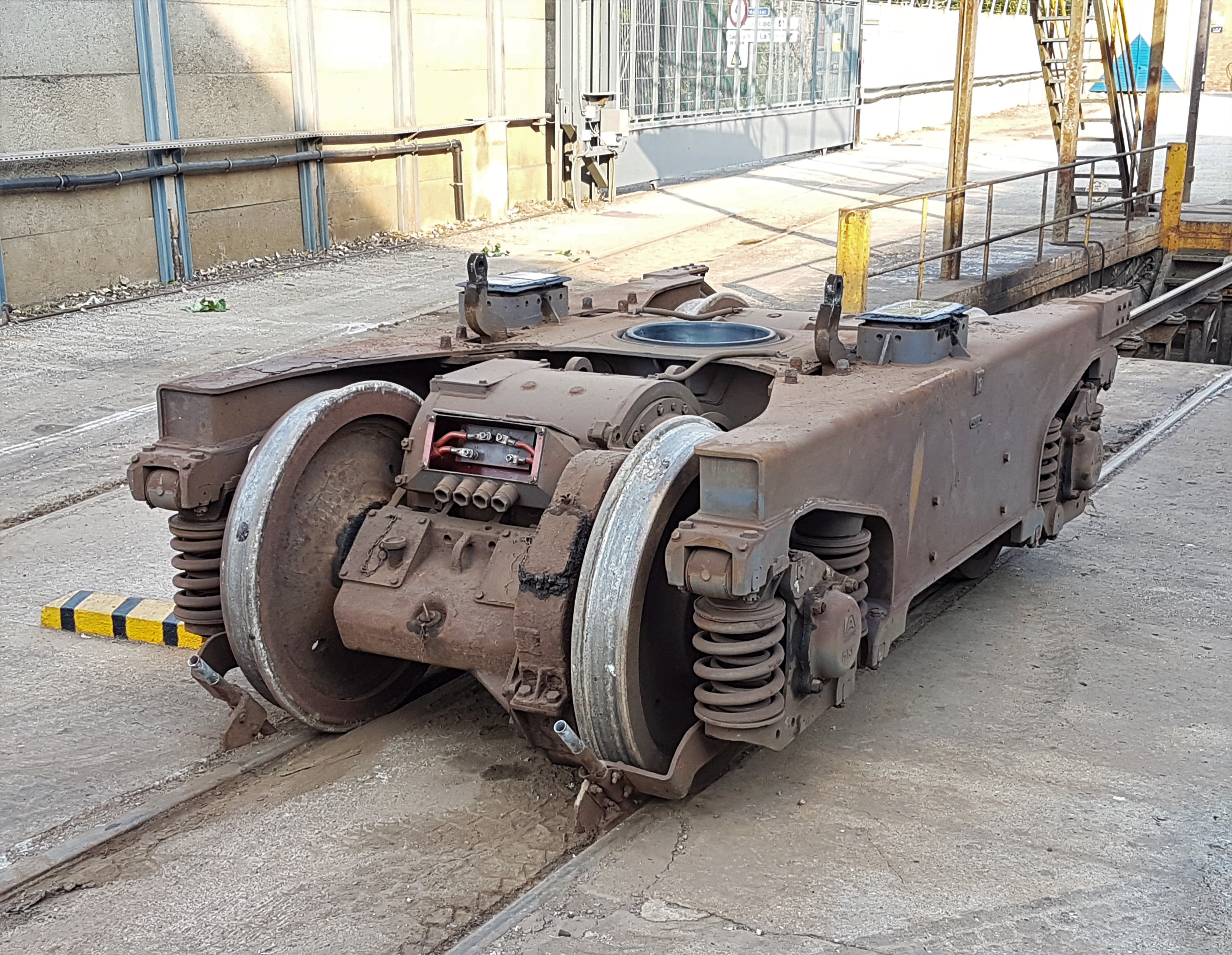
Bogi desmuntat d'una locomotora de la sèrie 700/1000.

### Grup generador

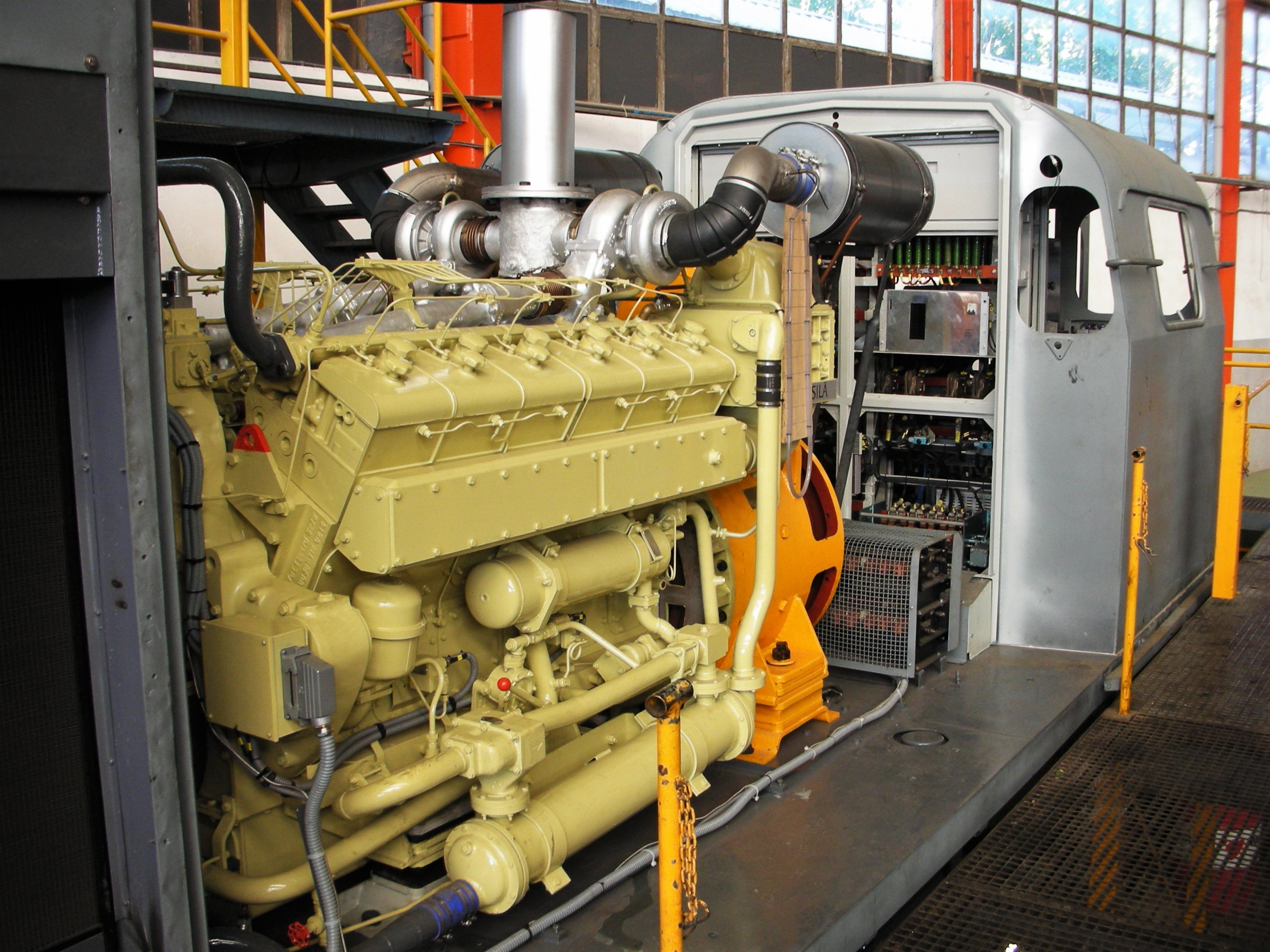
Motor dièsel Wärstilä UD30V12R4D, idèntic als MGO V12 SHR o ASHR, instal·lat a la locomotora 1003 o 1009.

Les locomotores anaven equipades amb un motor dièsel del model MGO V12 SHR (les construïdes els anys cinquanta) o MGO V12 ASHR (les construïdes els anys seixanta), fabricats per l'empresa francesa SACM (Société Alsacienne de Constructions Mécaniques). Ambdós tenien dotze cilindres en V a 60 graus, cicle dièsel de quatre temps i sobrealimenció amb un turbocompressor BBC VTR-250. Malgrat que aquest motor podia oferir fins a 925 CV (708 kW), a les locomotores dels anys cinquanta només subministrava 775 CV (578 kW), i a les dels anys seixanta 850 CV (634 kW).
Aquest motor dièsel acciona dues màquines elèctriques:
- Directament acoblat a la sortida del cigonyal, el generador auxiliar, que produeix corrent continu per alimentar els motors de tracció. És del model GP-830 d'Alsthom.
- Accionat per corretges, el generador auxiliar Alsthom BA 5.72 F o BA 5.52 G, que també genera corrent continu per alimentar els circuits de control, de càrrega de bateria, enllumenat, etcètera.

El motor dièsel, a més, acciona per corretges el ventilador dels motors de tracció, el del circuit de refrigeració (en aquest cas mitjançant un embragatge electromagnètic) i el compressor d'aire.
L'any 2007, els motors dièsel MGO originals de les locomotores 1003 i 1009 van ser substituïts per uns altres fabricats per Wärstilä SACM Diesel, del model UD30V12R4D. Tot i ser iguals als MGO originals (en adquirir l'empresa francesa SACM el 1993, la finlandesa Wärstilä es va quedar amb les llicències d'aquests motors), ofereixen una potència una mica superior que, malgrat poder arribar als 1.037 CV (773 kW), en aquestes locomotores es va limitar a només 925 CV (708 kW). Aquest augment de potència es deu, en part, a l'ús d'un turbocompressor més modern, de l'empresa americana Garrett.

### Part elèctrica i de control
Les locomotores disposen de quatre motors elèctrics de corrent continu, cadascun dels quals acciona un dels eixos. Són dels models TA-623C1 (locomotores dels anys cinquanta) o TA-641M (locomotores dels anys seixanta) d'Alsthom. S'alimenten a una tensió màxima de 750 V, són del tipus d'excitació en sèrie per obtenir un elevat parell motriu en el moment de l'arrencada, i estan connectats entre si en paral·lel.
L'equipament de control es electro-pneumàtic, alimentat elèctricament a baixa tensió per la bateria. La locomotora es condueix mitjançant un volant, que acciona manualment un tambor de lleves. Aquest volant té nou posicions en cada sentit de la marxa. D'aquestes, set serveixen per posar en moviment la locomotora:
- A la posició 1 es connecten els circuits de control, i la locomotora comença a moure's amb el motor dièsel al ralentí (550 rpm).
- A la posició 2 s'accelera el motor dièsel fins a les 1200 rpm, i es connecten al circuit dels motors elèctrics de tracció totes les resistències.
- De les posicions 3 a la 5 es van eliminant les resistències progressivament, de manera que als motors de tracció els arriba cada vegada corrent elèctric de voltatge superior.
- A la posició 6 s'han eliminat totes les resistències i el motor dièsel s'accelera fins a les 1.400 rpm.
- Finalment, a la posició 7 s'accelera el motor dièsel fins a les 1.500 rpm.

L'acceleració del motor dièsel es fa mitjançant dues electrovàlvules V1 i V2, que mouen les cremalleres de la bomba injectora. Una tercera electrovàlvula (anomenada Guiot) aturarà el motor dièsel en cas que s'embali, quan la seva velocitat arribi a les 1.660 rpm.

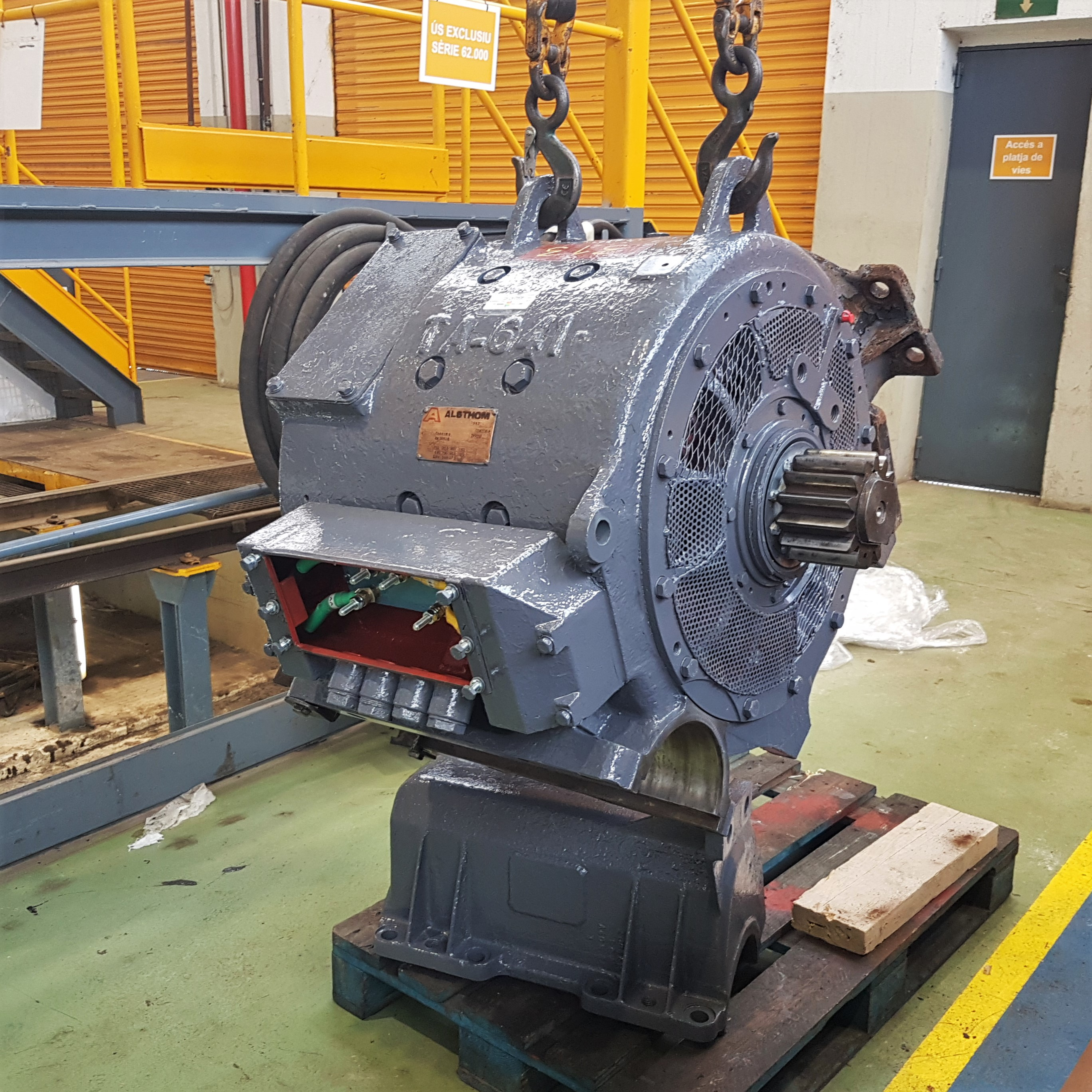
Motor elèctric de tracció Alsthom TA-641M.
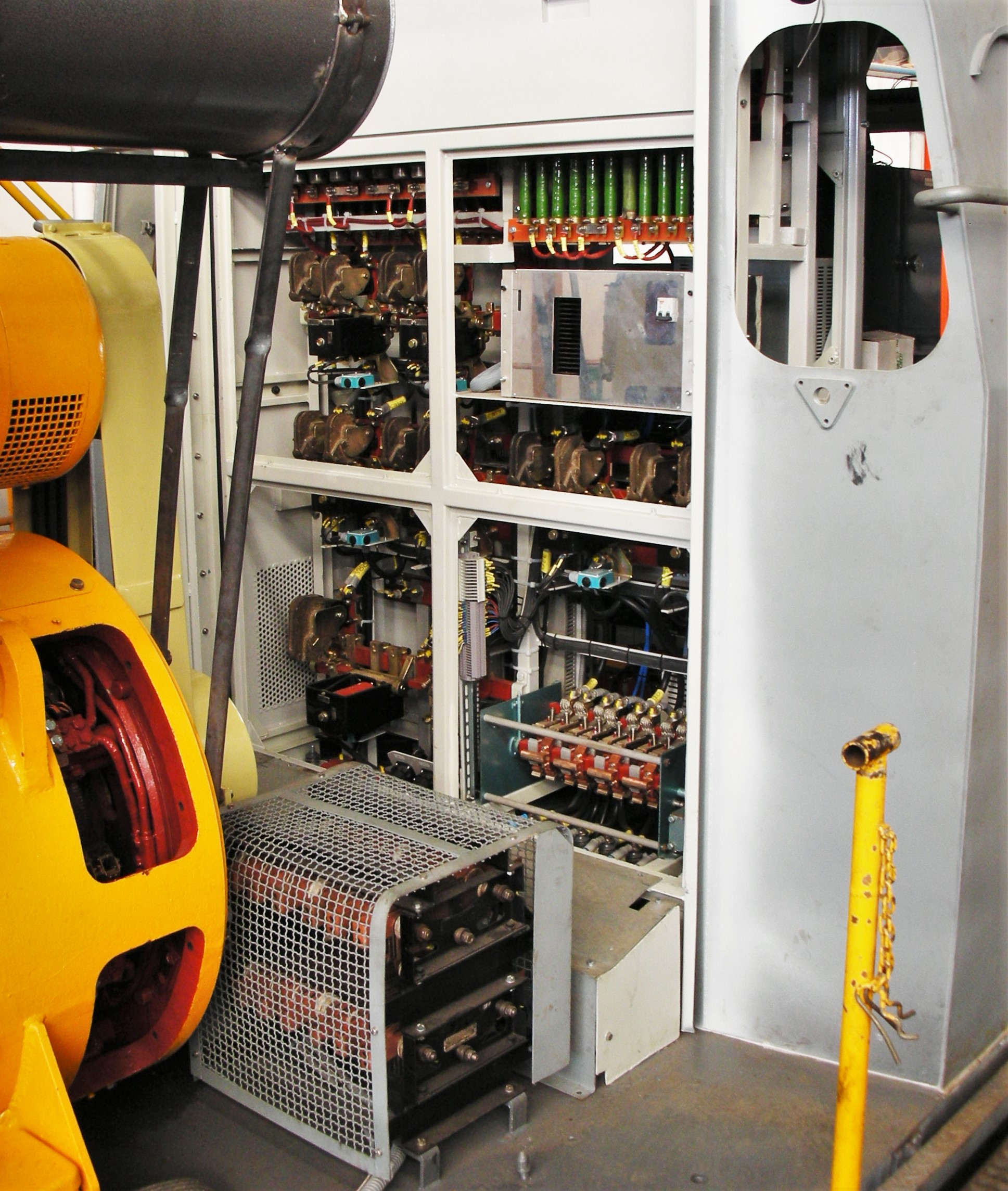
Generadors, resistències de tracció i armari elèctric.
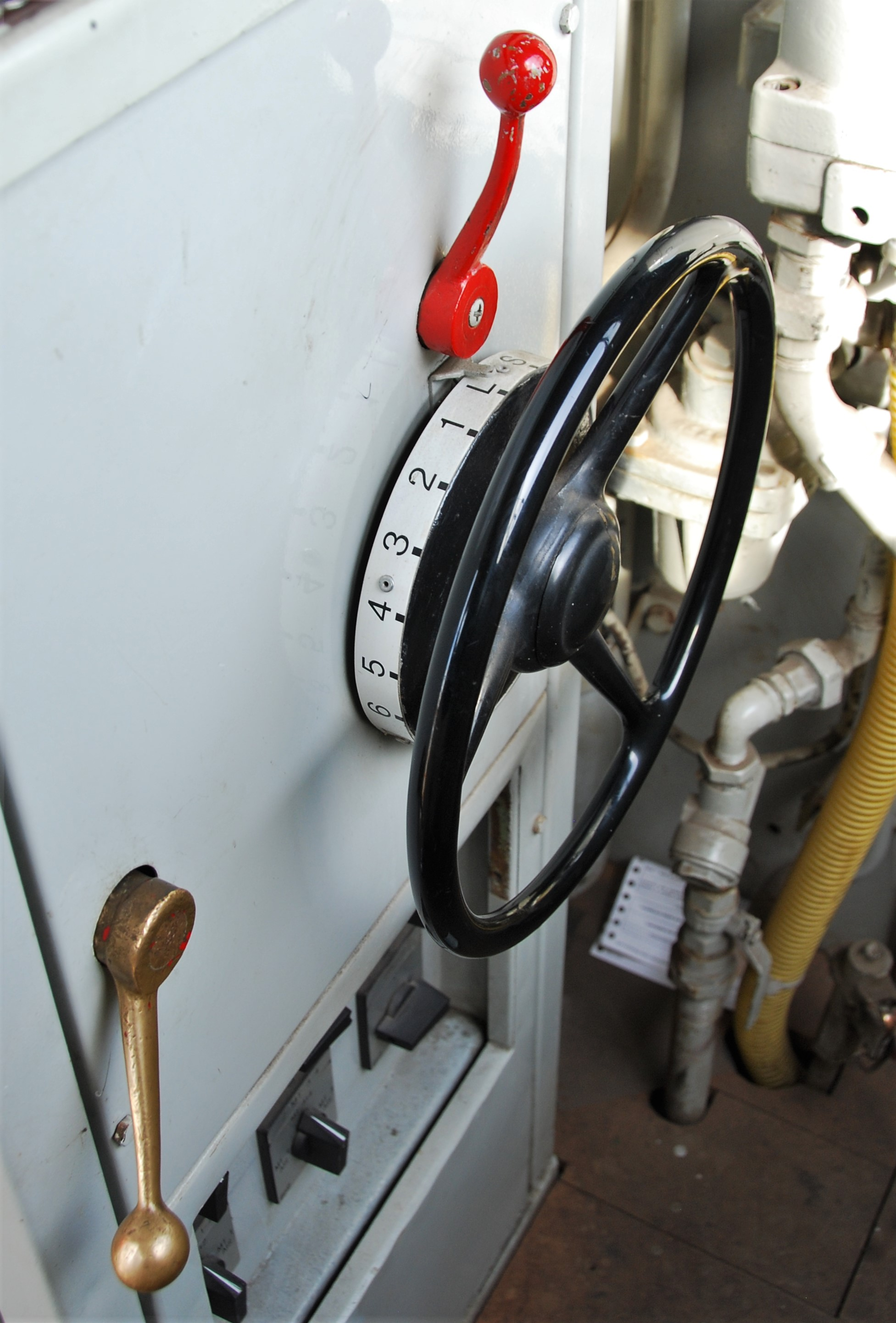
Volant de la controla de tracció.
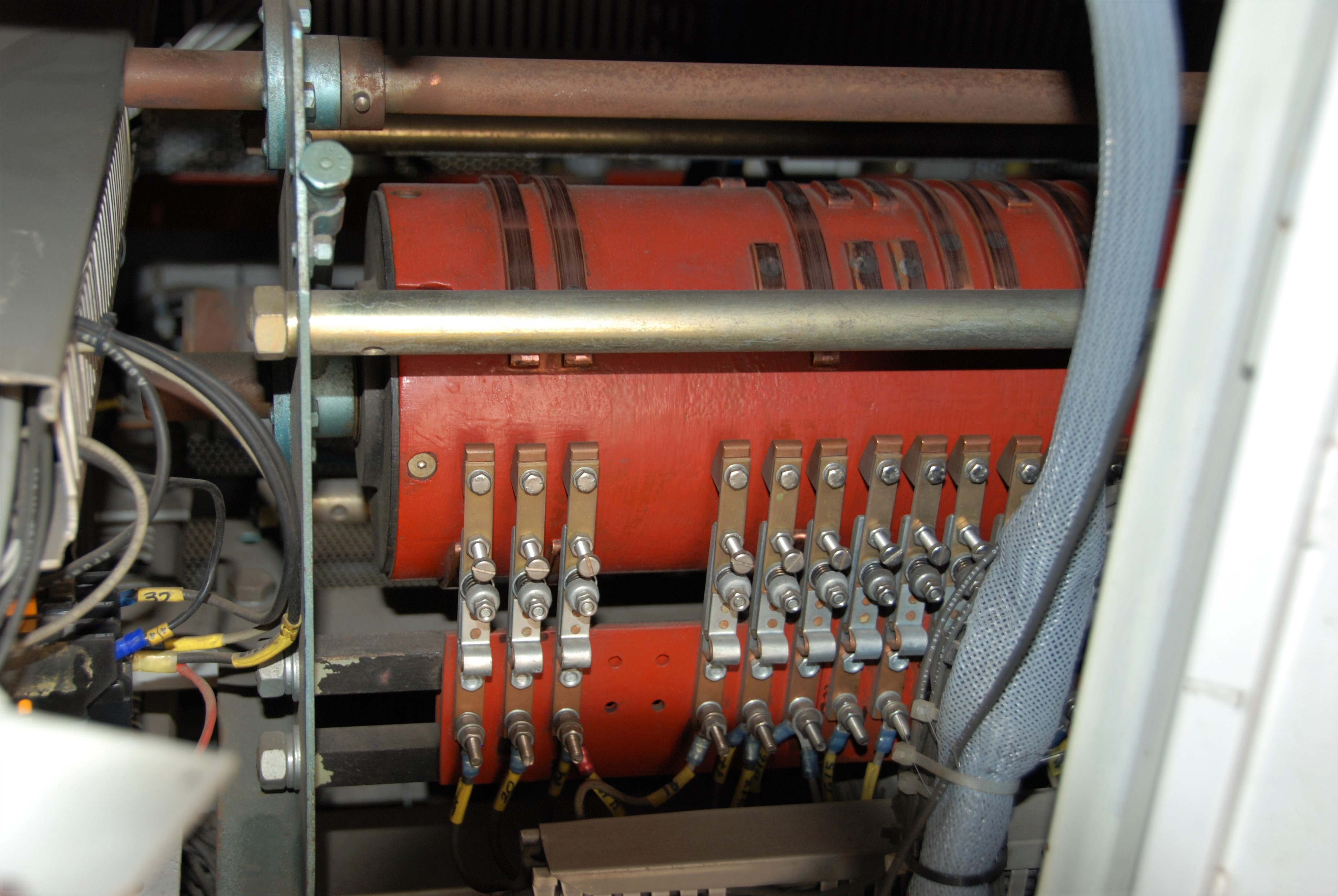
Tambor de lleves de la controla de tracció.
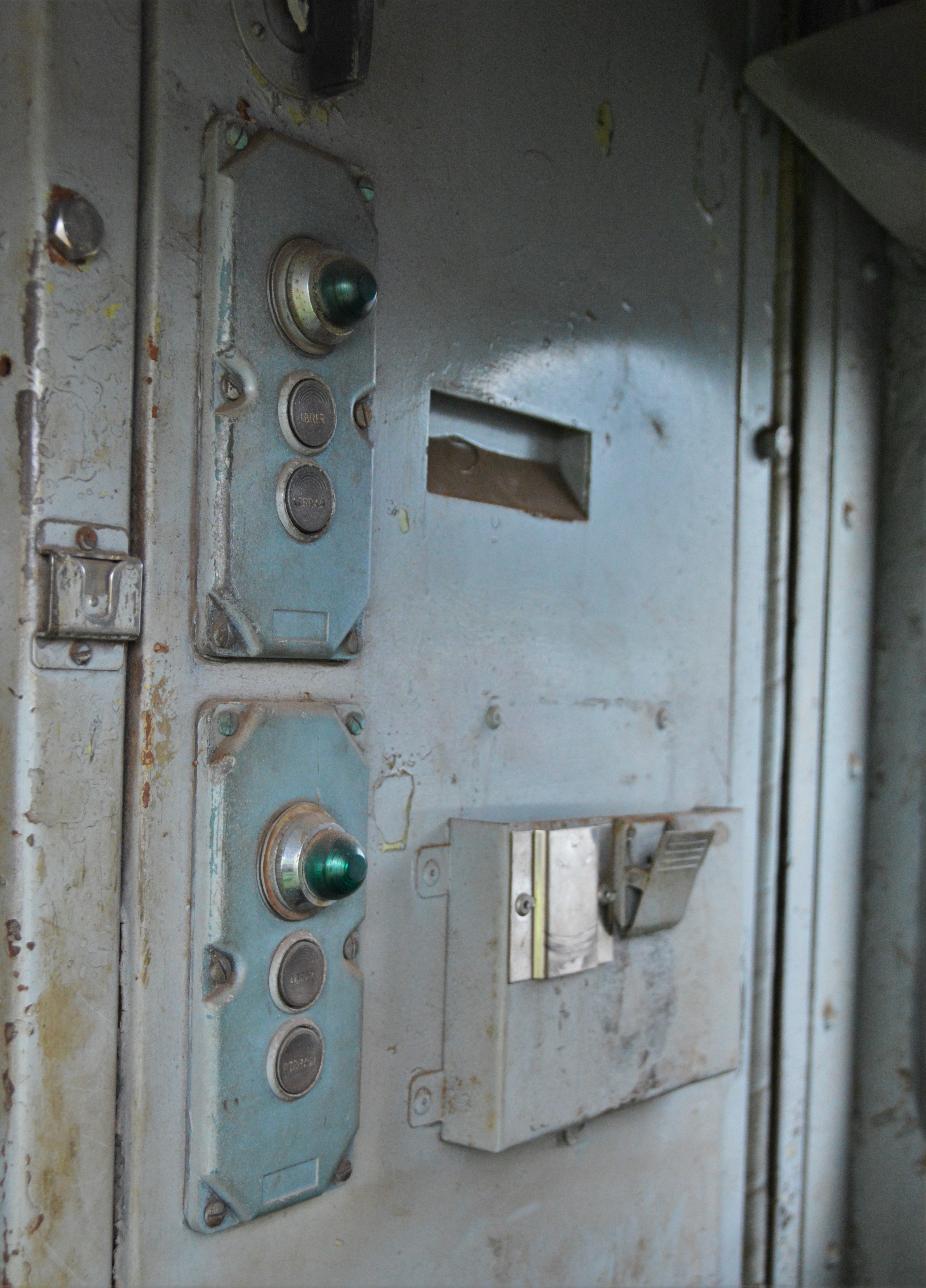
Polsadors per accionar les portes automàtiques dels trens de viatgers.

### Sistemes pneumàtics i de fre
Per la producció de l'aire comprimit es disposa d'un compressor accionat mecànicament pel motor dièsel. Originalment era del tipus 242-VB o 243-VC fabricat per Westinghouse, tot i que posteriorment es va substituir per un del model Betico P3. L'aire comprimit s'emmagatzema als dipòsits principals (d'una capacitat de 190 litres cadascun), i posteriorment es fa servir per les botzines, les sorreres, diverses electrovàlvules, eixugaparabrises, sistema d'home mort i, per descomptat, pel fre.
La locomotora disposa de dos tipus de fre pneumàtic, accionats mitjançant dos robinets situats a la cabina de conducció. El fre directe actua només sobre les rodes de la locomotora. El fre indirecte acciona els frens de la locomotora i de tots els vehicles acoblats a la composició del tren, a través de la Canonada General de Fre (CGF), mitjançant una triple vàlvula Lu-L. Originalment, el robinet d'aquest fre era del tipus Westinghouse, fabricat per Jourdain Monneret, que als anys vuitanta es va substituir per un Knorr EE4.
A la locomotora, cada roda està dotada amb una sabata de fre, accionades les de cada bogi per un cilindre de fre. Sobre les sabates de fre del bogi situat sota la cabina de conducció actua el fre manual d'estacionament, accionat mitjançant un volant.

### Equipaments de seguretat
Els equipaments de seguretat són els següents:
- Home mort, que en cas de defalliment del maquinista provoca la frenada d'urgència del tren. Era d'accionament pneumàtic i s'havia de mantenir accionat contínuament. A les locomotores 1003 i 1009 es va substituir per un elèctric d'accionament seqüencial en la reforma de l'any 2007.
- Sistema FAP (Frenat Automàtic Puntual, derivat de l'ASFA de Renfe), que controla el compliment de les indicacions dels senyals per part del maquinista, instal·lat a partir dels anys vuitanta.
- Tot un seguit de proteccions que aturaran, o posaran el motor dièsel al ralentí, en cas de manca de pressió de l'oli de greixatge, de l'aigua de refrigeració, excés de temperatura d'aquest aigua, o sobre-revolucions del motor.
- I una protecció elèctrica que atura el motor dièsel en cas de derivació a massa del generador principal,o d'un motor de tracció.[35][36]

### Imatge exterior
Les primeres locomotores adquirides pel MOP anaven pintades de color blau-grisós, amb les travesses frontals en color vermell. A la testera davantera portaven una placa amb un emblema característic d'Alsthom, amb l'escut del MOP i el número de la locomotora. I als laterals, sota les finestres de la cabina de conducció, hi havia unes plaques ovalades amb el número de la locomotora. Aquestes plaques sempre van estar pintades de color vermell.
A partir dels anys seixanta, les locomotores es van anar repintant de color blau fosc, amb una franja groga a mitja alçada, i les travesses frontals amb un llistat groc i negre. A les de la sèrie 700, propietat de la CGFC, se'ls va afegir una segona placa rodona al frontal, sota l'original del MOP, amb el símbol de l'empresa. Amb el temps, algunes de les plaques frontals es van modificar, substituint l'escut del MOP pel símbol de la CGFC.
Durant l'època de FEVE, entre els anys 1977 i 1979, en algunes locomotores es va pintar el símbol d'aquesta empresa als laterals, i a d'altres se'ls va modificar l'escut frontal amb el nou símbol.
Després de crear-se FGC, en principi es van treure les marques de la CGFC i de FEVE, substituint les "quatre barres" als altres símbols a l'escut frontal. També es va pintar, als laterals de les cabines de conducció, el senyal de la Generalitat de Catalunya.
A partir de 1981 es va canviar la imatge, desapareixent la franja groga i pintant el lateral del bastidor i les dues testeres de color groc, i es va incorporar el llavors nou logotip d'FGC, pintat de color blanc als laterals de les cabines de conducció; per aquest motiu es van desmuntar les plaques ovalades amb el número de la locomotora. Simultàniament es van numerar amb el nou sistema d'FGC a la sèrie 251. Mai van perdre el número original, i mai es va arribar a fer servir aquesta denominació de sèrie, més enllà dels documents oficials. Per tant, des de llavors van estar doblement numerades. Amb el pas dels anys, algunes locomotores van perdre l'escut frontal.
Amb aquesta imatge van arribar al final de la seva vida útil, excepte la 1003, que el 2011 va ser repintada en els colors de la CGFC, recuperant les plaques ovalades laterals.

### Prestacions i operació
Les locomotores de la sèrie 700/1000 sempre han pogut remolcar un màxim de 600 tones, o de 1.080 tones quan han circulat acoblades en comandament múltiple. Aquests valors només es poden assolir en sentit descendent, doncs en l'ascendent les rampes limiten molt més la capacitat de tracció. Així, per exemple, entre Martorell i Manresa només poden remolcar fins a 300 tones per la dura rampa existent entre Sant Vicenç de Castellet i Manresa-Alta. Quan circulaven per l'antiga línia de Manresa a Olvan (Berga), en els dos sentits tenien la càrrega màxima remolcada limitada a 180 tones en dos trams, la mateixa que per la línia de Martorell-Central a Igualada.
La velocitat màxima a la que poden circular és de 70 km/h. A causa de no tenir suspensió secundària, i un centre de gravetat elevat, aquestes locomotores sempre s'han caracteritzat per patir forts moviments laterals a velocitats superiors als 50 km/h, o en vies en mal estat. Per aquest motiu, durant molts anys van rebre el malnom de "Hawaianes", fent referència a la dansa d'aquell Estat coneguda com a Hula.
Tot i que des del principi podien circular acoblades en comandament múltiple fins a dues locomotores, aquest mètode d'operació no es va fer servir fins a les reformes fetes entre els anys 1991 i 1994. Si que va ser habitual, durant molts anys, l'ús de la doble tracció per cua als trams amb les rampes més fortes.
El manteniment es va fer a l'antic taller de l'estació de Martorell-Central fins als anys setanta, quan es va construir el de Martorell-Enllaç.